# 2000
| [ Edytuj tabelę ]                                                | |
| Prezydent Polski                                                 | - 1995 Aleksander Kwaśniewski 2005 |
| Premier Polski                                                   | - 1997 Jerzy Buzek 2001 |
| Prezydent Abchazji                                               | - 1994 Władisław Ardzinba 2005 |
| Premier Abchazji                                                 | - 1999 Wjaczesław Cugba 2001 |
| Prezydent Afganistanu                                            | - 1996 Mohammad Omar 2001 |
| Premier Afganistanu                                              | - 1996 Mohammad Rabbani 2001 |
| Prezydent Albanii                                                | - 1997 Rexhep Mejdani 2002 |
| Premier Albanii                                                  | - 1999 Ilir Meta 2002 |
| Prezydent Algierii                                               | - 1999 Abd al-Aziz Buteflika 2019 |
| Premier Algierii                                                 | - 1999 Ahmed Benbitour 2000 - 2000 Ali Benfis 2003                                                                                                   |
| Współksiążęta Andory                                             | - 1971 Joan Martí i Alanís 2003 - 1995 Jacques Chirac 2007                                                                                           |
| Premier Andory                                                   | - 1994 Marc Forné Molné 2005 |
| Prezydent Angoli                                                 | - 1979 José Eduardo dos Santos 2017 |
| Premier Antigui i Barbudy                                        | - 1994 Lester Bird 2004 |
| Król Arabii Saudyjskiej                                          | - 1982 Fahd ibn Abd al-Aziz Al Su’ud 2005 |
| Prezydent Argentyny                                              | - 1999 Fernando de la Rúa 2001 |
| Prezydent Armenii                                                | - 1998 Robert Koczarian 2008 |
| Premier Armenii                                                  | - 1999 Aram Sarkisjan 2000 - 2000 Andranik Markarian 2007                                                                                            |
| Prezydent Autonomii Palestyńskiej                                | - 1996 Jasir Arafat 2004 |
| Premier Australii                                                | - 1996 John Howard 2007 |
| Prezydent Austrii                                                | - 1992 Thomas Klestil 2004 |
| Kanclerz Austrii                                                 | - 1997 Viktor Klima 2000 - 2000 Wolfgang Schüssel 2007                                                                                               |
| Prezydent Azerbejdżanu                                           | - 1993 Heydər Əliyev 2003 |
| Premier Azerbejdżanu                                             | - 1996 Artur Rasizadə 2003 |
| Premier Bahamów                                                  | - 1992 Hubert Ingraham 2002 |
| Emir Bahrajnu                                                    | - 1999 Hamad ibn Isa Al Chalifa 2002 |
| Premier Bahrajnu                                                 | - 1970 Chalifa ibn Salman Al Chalifa 2020 |
| Prezydent Bangladeszu                                            | - 1996 Shahabuddin Ahmed 2001 |
| Premier Bangladeszu                                              | - 1996 Sheikh Hasina 2001 |
| Premier Barbadosu                                                | - 1994 Owen Arthur 2008 |
| Król Belgów                                                      | - 1993 Albert II 2013 |
| Premier Belgii                                                   | - 1999 Guy Verhofstadt 2008 |
| Premier Belize                                                   | - 1998 Said Musa 2008 |
| Prezydent Beninu                                                 | - 1996 Mathieu Kérékou 2006 |
| Król Bhutanu                                                     | - 1972 Jigme Singye Wangchuck 2006 |
| Premier Bhutanu                                                  | - 1999 Sangay Ngedup 2000 - 2000 Yeshey Zimba 2001                                                                                                   |
| Prezydent Białorusi                                              | - 1994 Alaksandr Łukaszenka |
| Premier Białorusi                                                | - 1996 Siarhiej Linh 2000 - 2000 Uładzimir Jarmoszyn 2001                                                                                            |
| Prezydent Boliwii                                                | - 1997 Hugo Banzer Suárez 2001 |
| Przewodniczący Prezydium Bośni i Hercegowiny                     | - 1999 Ante Jelavić 2000 - 2000 Alija Izetbegović 2000 - 2000 Živko Radišić 2001                                                                     |
| Premier Bośni i Hercegowiny                                      | - 1999 Haris Silajdžić Svetozar Mihajlović 2000 - 2000 Spasoje Tuševljak 2000 - 2000 Martin Raguž 2001                                               |
| Prezydent Botswany                                               | - 1998 Festus Mogae 2008 |
| Prezydent Brazylii                                               | - 1992 Fernando Henrique Cardoso 2003 |
| Sułtan Brunei                                                    | - 1967 Hassanal Bolkiah |
| Prezydent Bułgarii                                               | - 1997 Petyr Stojanow 2002 |
| Premier Bułgarii                                                 | - 1997 Iwan Kostow 2001 |
| Prezydent Burkiny Faso                                           | - 1987 Blaise Compaoré 2014 |
| Premier Burkiny Faso                                             | - 1996 Kadré Désiré Ouédraogo 2000 - 2000 Paramanga Ernest Yonli 2007                                                                                |
| Prezydent Burundi                                                | - 1996 Pierre Buyoya 2003 |
| Premier Burundi                                                  | - 1998 urząd zniesiony 2020 |
| Prezydent Chile                                                  | - 1994 Eduardo Frei 2000 - 2000 Ricardo Lagos 2006                                                                                                   |
| Przewodniczący ChRL                                              | - 1993 Jiang Zemin 2003 |
| Premier Chin                                                     | - 1998 Zhu Rongji 2003 |
| Prezydent Chorwacji                                              | - 1999 Vlatko Pavletić 2000 - 2000 Zlatko Tomčić 2000 - 2000 Stjepan Mesić 2010                                                                      |
| Premier Chorwacji                                                | - 1995 Zlatko Mateša 2000 - 2000 Ivica Račan 2003 |
| Prezydent Cypru                                                  | - 1993 Glafkos Kliridis 2003 |
| Prezydent Cypru Północnego                                       | - 1983 Rauf Denktaş 2005 |
| Prezydent Czadu                                                  | - 1990 Idriss Déby 2021 |
| Premier Czadu                                                    | - 1999 Nagoum Yamassoum 2002 |
| Prezydent Czech                                                  | - 1993 Václav Havel 2003 |
| Premier Czech                                                    | - 1998 Miloš Zeman 2002 |
| Król Danii                                                       | - 1972 Małgorzata II 2024 |
| Premier Danii                                                    | - 1993 Poul Nyrup Rasmussen 2001 |
| Prezydent DR Konga                                               | - 1997 Laurent-Désiré Kabila 2001 |
| Dalajlama                                                        | - 1940 Tenzin Gjaco |
| Prezydent Dominikany                                             | - 1996 Leonel Fernández 2000 - 2000 Hipólito Mejía 2004                                                                                              |
| Prezydent Dominiki                                               | - 1998 Vernon Shaw 2003 |
| Premier Dominiki                                                 | - 1995 Edison James 2000 - 2000 Rosie Douglas 2000 - 2000 Pierre Charles 2004                                                                        |
| Prezydent Dżibuti                                                | - 1999 Ismail Omar Guelleh |
| Premier Dżibuti                                                  | - 1978 Barkat Gourad Hamadou 2001 |
| Prezydent Egiptu                                                 | - 1981 Husni Mubarak 2011 |
| Premier Egiptu                                                   | - 1999 Atif Ubajd 2004 |
| Prezydent Ekwadoru                                               | - 1998 Jamil Mahaud 2000 - 2000 Gustavo Noboa 2003                                                                                                   |
| Prezydent Erytrei                                                | - 1993 Isajas Afewerki |
| Prezydent Estonii                                                | - 1992 Lennart Meri 2001 |
| Premier Estonii                                                  | - 1999 Mart Laar 2002 |
| Prezydent Etiopii                                                | - 1995 Negasso Gidada 2001 |
| Premier Etiopii                                                  | - 1995 Meles Zenawi 2012 |
| Przew. Komisji Europejskiej                                      | - 1999 Romano Prodi (Włochy) 2004 |
| Prezydent Fidżi                                                  | - 1993 Kamisese Mara 2000 - 2000 Frank Bainimarama (p.o.) 2000 - 2000 Josefa Iloilo 2006                                                             |
| Premier Fidżi                                                    | - 1999 Mahendra Chaudhry 2000 - 2000 Tevita Momoedonue 2000 - 2000 Laisenia Qarase 2001                                                              |
| Prezydent Filipin                                                | - 1998 Joseph Estrada 2001 |
| Prezydent Finlandii                                              | - 1994 Martti Ahtisaari 2000 - 2000 Tarja Halonen 2012                                                                                               |
| Premier Finlandii                                                | - 1995 Paavo Lipponen 2003 |
| Prezydent Francji                                                | - 1995 Jacques Chirac 2007 |
| Premier Francji                                                  | - 1997 Lionel Jospin 2002 |
| Prezydent Gabonu                                                 | - 1967 Omar Bongo 2009 |
| Premier Gabonu                                                   | - 1999 Jean-François Ntoutoume Emane 2006 |
| Prezydent Gambii                                                 | - 1994 Yahya Jammeh 2017 |
| Prezydent Ghany                                                  | - 1981 Jerry John Rawlings 2001 |
| Prezydent Grecji                                                 | - 1995 Konstandinos Stefanopulos 2005 |
| Premier Grecji                                                   | - 1996 Kostas Simitis 2004 |
| Premier Grenady                                                  | - 1995 Keith Mitchell 2008 |
| Prezydent Gruzji                                                 | - 1995 Eduard Szewardnadze 2003 |
| Premier Gruzji                                                   | - 1998 Waża Lortkipanidze 2000 - 2000 Giorgi Arseniszwili 2001                                                                                       |
| Prezydent Gujany                                                 | - 1999 Bharrat Jagdeo 2011 |
| Premier Gujany                                                   | - 1999 Samuel Hinds 2015 |
| Prezydent Gwatemali                                              | - 1996 Álvaro Arzú 2000 - 2000 Alfonso Antonio Portillo Cabrera 2004                                                                                 |
| Prezydent Gwinei                                                 | - 1984 Lansana Conté 2008 |
| Premier Gwinei                                                   | - 1999 Lamine Sidimé 2004 |
| Prezydent Gwinei Bissau                                          | - 1999 Malam Bacai Sanhá 2000 - 2000 Kumba Ialá 2003                                                                                                 |
| Premier Gwinei Bissau                                            | - 1998 Francisco Fadul 2000 - 2000 Caetano N’Tchama 2001                                                                                             |
| Prezydent Gwinei Równikowej                                      | - 1979 Teodoro Obiang Nguema Mbasogo |
| Premier Gwinei Równikowej                                        | - 1996 Ángel Serafín Seriche Dougan 2001 |
| Prezydent Haiti                                                  | - 1996 René Préval 2001 |
| Premier Haiti                                                    | - 1999 Jacques-Édouard Alexis 2001 |
| Król Hiszpanii                                                   | - 1975 Jan Karol I 2014 |
| Premier Hiszpanii                                                | - 1996 José María Aznar 2004 |
| Król Holandii                                                    | - 1980 Beatrycze 2013 |
| Premier Holandii                                                 | - 1994 Wim Kok 2002 |
| Prezydent Hondurasu                                              | - 1998 Carlos Roberto Flores Facussé 2002 |
| Najwyższy przywódca Iranu                                        | - 1989 Ali Chamenei |
| Prezydent Iranu                                                  | - 1997 Mohammad Chatami 2005 |
| Prezydent Iraku                                                  | - 1979 Saddam Husajn 2003 |
| Premier Iraku                                                    | - 1994 Saddam Husajn 2003 |
| Prezydent Indii                                                  | - 1997 Kocheril Raman Narayanan 2002 |
| Premier Indii                                                    | - 1998 Atal Bihari Vajpayee 2004 |
| Prezydent Indonezji                                              | - 1999 Abdurrahman Wahid 2001 |
| Prezydent Irlandii                                               | - 1997 Mary McAleese 2011 |
| Premier Irlandii                                                 | - 1997 Bertie Ahern 2008 |
| Prezydent Islandii                                               | - 1996 Ólafur Ragnar Grímsson 2016 |
| Premier Islandii                                                 | - 1991 Davíð Oddsson 2004 |
| Prezydent Izraela                                                | - 1993 Ezer Weizman 2000 - 2000 Awraham Burg (p.o.) 2000 - 2000 Mosze Kacaw 2007                                                                     |
| Premier Izraela                                                  | - 1999 Ehud Barak 2001 |
| Premier Jamajki                                                  | - 1992 Percival James Patterson 2006 |
| Cesarz Japonii                                                   | - 1989 Akihito 2019 |
| Premier Japonii                                                  | - 1998 Keizō Obuchi 2000 - 2000 Yoshirō Mori 2001 |
| Prezydent Jemenu                                                 | - 1990 Ali Abd Allah Salih 2012 |
| Król Jordanii                                                    | - 1999 Abd Allah II |
| Premier Jordanii                                                 | - 1999 Abd ar-Ra’uf ar-Rawabida 2000 - 2000 Ali Abu ar-Raghib 2003                                                                                   |
| Prezydent Jugosławii                                             | - 1997 Slobodan Milošević 2000 - 2000 Vojislav Koštunica 2003                                                                                        |
| Premier Jugosławii                                               | - 1998 Momir Bulatović 2000 - 2000 Zoran Žižić 2001                                                                                                  |
| Król Kambodży                                                    | - 1993 Norodom Sihanouk 2004 |
| Premier Kambodży                                                 | - 1993 Hun Sen 2023 |
| Prezydent Kamerunu                                               | - 1982 Paul Biya |
| Premier Kamerunu                                                 | - 1996 Peter Mafany Musonge 2004 |
| Premier Kanady                                                   | - 1993 Jean Chrétien 2003 |
| Prezydent Górskiego Karabachu                                    | - 1997 Arkadi Ghukasjan 2007 |
| Emir Kataru                                                      | - 1995 Hamad ibn Chalifa 2013 |
| Premier Kataru                                                   | - 1996 Abd Allah ibn Chalifa 2007 |
| Prezydent Kazachstanu                                            | - 1991 Nursułtan Nazarbajew 2019 |
| Premier Kazachstanu                                              | - 1999 Kasym-Żomart Tokajew 2002 |
| Prezydent Kenii                                                  | - 1978 Daniel Moi 2002 |
| Prezydent Kirgistanu                                             | - 1991 Askar Akajew 2005 |
| Premier Kirgistanu                                               | - 1999 Amangieldy Muralijew 2000 - 2000 Kurmanbek Bakijew 2002                                                                                       |
| Prezydent Kiribati                                               | - 1994 Teburoro Tito 2003 |
| Prezydent Kolumbii                                               | - 1998 Andrés Pastrana Arango 2002 |
| Prezydent Konga                                                  | - 1997 Denis Sassou-Nguesso |
| Patriarcha Konstantynopola                                       | - 1991 Bartłomiej I |
| Prezydent Korei Południowej                                      | - 1998 Kim Dae Jung 2003 |
| Premier Korei Południowej                                        | - 1988 Kim Jong-pil 2000 - 2000 Park Tae-joon 2000 - 2000 Lee Hun-jai (p.o.) 2000 - 2000 Lee Han-dong (p.o.) 2000 - 2000 Lee Han-dong 2002           |
| Najwyższy Przywódca KRLD                                         | - 1994 Kim Dzong Il 2011 |
| Premier KRLD                                                     | - 1997 Hong Sŏng Nam 2003 |
| Prezydent Kostaryki                                              | - 1998 Miguel Ángel Rodríguez 2002 |
| Przewodniczący Rady Państwa Kuby                                 | - 1976 Fidel Castro 2008 |
| Emir Kuwejtu                                                     | - 1977 Dżabir III 2006 |
| Premier Kuwejtu                                                  | - 1978 Sad al-Abd Allah as-Salim as-Sabah 2003 |
| Prezydent Laosu                                                  | - 1998 Khamtai Siphandon 2006 |
| Król Lesotho                                                     | - 1996 Letsie III |
| Premier Lesotho                                                  | - 1998 Pakalitha Mosisili 2012 |
| Prezydent Libanu                                                 | - 1998 Émile Lahoud 2007 |
| Premier Libanu                                                   | - 1998 Salim al-Huss 2000 - 2000 Rafik al-Hariri 2004                                                                                                |
| Prezydent Liberii                                                | - 1997 Charles Taylor 2003 |
| Przywódca Libii                                                  | - 1969 Mu’ammar al-Kaddafi 2011 |
| Premier Libii                                                    | - 1997 Muhammad Ahmad al-Mankusz 2000 - 2000 Imbarak Abd Allah asz-Szamich 2003                                                                      |
| Sekretarz generalny PKL Libii                                    | - 1992 Az-Zanati Imhammad az-Zanati 2008 |
| Książę Liechtensteinu                                            | - 1989 Jan Adam II |
| Premier Liechtensteinu                                           | - 1993 Mario Frick 2001 |
| Prezydent Litwy                                                  | - 1998 Valdas Adamkus 2003 |
| Premier Litwy                                                    | - 1999 Andrius Kubilius 2000 - 2000 Rolandas Paksas 2001                                                                                             |
| Wielki książę Luksemburga                                        | - 1964 Jan 2000 - 2000 Henryk |
| Premier Luksemburga                                              | - 1995 Jean-Claude Juncker 2013 |
| Prezydent Łotwy                                                  | - 1999 Vaira Vīķe-Freiberga 2007 |
| Premier Łotwy                                                    | - 1999 Andris Šķēle 2000 - 2000 Andris Bērziņš 2002                                                                                                  |
| Prezydent Macedonii                                              | - 1999 Boris Trajkowski 2004 |
| Premier Macedonii                                                | - 1998 Lubczo Georgiewski 2002 |
| Prezydent Madagaskaru                                            | - 1997 Didier Ratsiraka 2002 |
| Premier Madagaskaru                                              | - 1998 Tantely Andrianarivo 2002 |
| Prezydent Malawi                                                 | - 1994 Bakili Muluzi 2004 |
| Prezydent Malediwów                                              | - 1978 Maumun ̓Abdul Gajum 2008 |
| Król Malezji                                                     | - 1999 Salahuddin 2001 |
| Premier Malezji                                                  | - 1981 Mahathir bin Mohamad 2003 |
| Prezydent Mali                                                   | - 1992 Alpha Oumar Konaré 2002 |
| Premier Mali                                                     | - 1994 Ibrahim Boubacar Keïta 2000 - 2000 Mandé Sidibé 2002                                                                                          |
| Prezydent Malty                                                  | - 1999 Guido de Marco 2004 |
| Premier Malty                                                    | - 1998 Edward Fenech Adami 2004 |
| Król Maroka                                                      | - 1999 Muhammad VI |
| Premier Maroka                                                   | - 1998 Abd ar-Rahman al-Jusufi 2002 |
| Prezydent Mauretanii                                             | - 1984 Maawija uld Sid’Ahmad Taja 2005 |
| Premier Mauretanii                                               | - 1998 Szajch al-Afijja uld Muhammad Chuna 2003 |
| Prezydent Mauritiusa                                             | - 1992 Cassam Uteem 2002 |
| Premier Mauritiusa                                               | - 1995 Navin Ramgoolam 2000 - 2000 Anerood Jugnauth 2003                                                                                             |
| Prezydent Meksyku                                                | - 1994 Ernesto Zedillo Ponce de León 2000 - 2000 Vicente Fox 2006                                                                                    |
| Prezydent Mikronezji                                             | - 1999 Leo Falcam 2003 |
| Przewodniczący Państwowej Rady Pokoju i Rozwoju Mjanmy           | - 1997 Than Shwe 2011 |
| Premier Mjanmy                                                   | - 1992 Than Shwe 2003 |
| Prezydent Mołdawii                                               | - 1996 Petru Lucinschi 2001 |
| Premier Mołdawii                                                 | - 1999 Dumitru Braghiş 2001 |
| Książę Monako                                                    | - 1949 Rainier III 2005 |
| Minister stanu Monako                                            | - 1997 Michel Lévêque 2000 - 2000 Patrick Leclercq 2005                                                                                              |
| Prezydent Mongolii                                               | - 1997 Nacagijn Bagabandi 2005 |
| Premier Mongolii                                                 | - 1999 Rinczinnjamyn Amardżargal 2000 - 2000 Nambaryn Enchbajar 2004                                                                                 |
| Prezydent Mozambiku                                              | - 1986 Joaquim Chissano 2005 |
| Premier Mozambiku                                                | - 1994 Pascoal Mocumbi 2004 |
| Prezydent Naddniestrza                                           | - 1991 Igor Smirnow 2011 |
| Prezydent Namibii                                                | - 1990 Sam Nujoma 2005 |
| Premier Namibii                                                  | - 1990 Hage Geingob 2002 |
| Sekretarz generalny NATO                                         | - 1999 George Robertson (Wielka Brytania) 2003 |
| Prezydent Nauru                                                  | - 1999 René Harris 2000 - 2000 Bernard Dowiyogo 2001                                                                                                 |
| Król Nepalu                                                      | - 1972 Birendra 2001 |
| Premier Nepalu                                                   | - 1999 Krishna Prasad Bhattarai 2000 - 2000 Girija Prasad Koirala 2001                                                                               |
| Prezydent Niemiec                                                | - 1999 Johannes Rau 2004 |
| Kanclerz Niemiec                                                 | - 1998 Gerhard Schröder 2005 |
| Prezydent Nigru                                                  | - 1999 Mamadou Tandja 2010 |
| Premier Nigru                                                    | - 1997 Ibrahim Hassane Mayaki 2000 - 2000 Hama Amadou 2007                                                                                           |
| Prezydent Nigerii                                                | - 1999 Olusẹgun Ọbasanjọ 2007 |
| Prezydent Nikaragui                                              | - 1997 Arnoldo Alemán 2002 |
| Król Norwegii                                                    | - 1991 Harald V |
| Premier Norwegii                                                 | - 1997 Kjell Magne Bondevik 2000 - 2000 Jens Stoltenberg 2001                                                                                        |
| Premier Nowej Zelandii                                           | - 1999 Helen Clark 2008 |
| Prezydent Osetii Południowej                                     | - 1996 Ludwig Czibirow 2001 |
| Sułtan Omanu                                                     | - 1970 Kabus ibn Sa’id 2020 |
| Sekretarz generalny ONZ                                          | - 1997 Kofi Annan (Ghana) 2006 |
| Prezydent Pakistanu                                              | - 1998 Muhammad Rafiq Tarar 2001 |
| Premier Pakistanu                                                | - 1999 Pervez Musharraf 2002 |
| Prezydent Palau                                                  | - 1993 Kuniwo Nakamura 2001 |
| Prezydent Panamy                                                 | - 1999 Mireya Moscoso 2004 |
| Papież                                                           | - 1978 Jan Paweł II 2005 |
| Premier Papui-Nowej Gwinei                                       | - 1999 Mekere Morauta 2002 |
| Prezydent Paragwaju                                              | - 1999 Luis Ángel González Macchi 2003 |
| Prezydent Peru                                                   | - 1990 Alberto Fujimori 2000 - 2000 Valentín Paniagua 2001                                                                                           |
| Premier Peru                                                     | - 1999 Alberto Bustamante 2000 - 2000 Federico Salas 2000 - 2000 Javier Pérez de Cuéllar 2001                                                        |
| Prezydent Południowej Afryki                                     | - 1999 Thabo Mbeki 2008 |
| Prezydent Portugalii                                             | - 1996 Jorge Sampaio 2006 |
| Premier Portugalii                                               | - 1995 António Guterres 2002 |
| Sekretarz generalny Rady Europy                                  | - 1999 Walter Schwimmer (Austria) 2004 |
| Prezydent Republiki Środkowoafrykańskiej                         | - 1993 Ange-Félix Patassé 2003 |
| Premier Republiki Środkowoafrykańskiej                           | - 1999 Anicet-Georges Dologuélé 2001 |
| Prezydent Republiki Zielonego Przylądka                          | - 1991 António Monteiro 2001 |
| Premier Republiki Zielonego Przylądka                            | - 1991 Carlos Veiga 2000 - 2000 Gualberto do Rosário 2001                                                                                            |
| Prezydent Rosji                                                  | - 1999 Władimir Putin 2008 |
| Premier Rosji                                                    | - 1999 Władimir Putin 2000 - 2000 Michaił Kasjanow 2004                                                                                              |
| Prezydent Rumunii                                                | - 1996 Emil Constantinescu 2000 - 2000 Ion Iliescu 2004                                                                                              |
| Premier Rumunii                                                  | - 1999 Mugur Isărescu 2000 - 2000 Adrian Năstase 2004                                                                                                |
| Prezydent Rwandy                                                 | - 1994 Pasteur Bizimungu 2000 - 2000 Paul Kagame |
| Premier Rwandy                                                   | - 1995 Pierre-Célestin Rwigema 2000 - 2000 Bernard Makuza 2011                                                                                       |
| Premier Saint Kitts i Nevis                                      | - 1995 Denzil Douglas 2015 |
| Premier Saint Lucia                                              | - 1997 Kenny Anthony 2006 |
| Premier Saint Vincent i Grenadyn                                 | - 1984 James Fitz-Allen Mitchell 2000 - 2000 Arnhim Eustace 2001                                                                                     |
| Prezydent Salwadoru                                              | - 1999 Francisco Flores 2004 |
| O le Ao o le Malo Samoa                                          | - 1962 Malietoa Tanumafili II 2007 |
| Premier Samoa                                                    | - 1998 Tuilaʻepa Sailele Malielegaoi 2021 |
| Kapitanowie regenci San Marino                                   | - 1999 Marino Bollini Giuseppe Arzilli 2000 - 2000 Maria Domenica Michelotti Gian Marco Marcucci 2000 - 2000 Gian Franco Terenii Enzo Colombini 2001 |
| Sekretarz Stanu do spraw Politycznych i Zagranicznych San Marino | - 1986 Gabriele Gatti 2002 |
| Prezydent Senegalu                                               | - 1981 Abdou Diouf 2000 - 2000 Abdoulaye Wade 2012                                                                                                   |
| Premier Senegalu                                                 | - 1998 Mamadou Lamine Loum 2000 - 2000 Moustapha Niasse 2001                                                                                         |
| Prezydent Seszeli                                                | - 1977 France-Albert René 2004 |
| Prezydent Sierra Leone                                           | - 1998 Ahmad Tejan Kabbah 2007 |
| Prezydent Singapuru                                              | - 1999 S.R. Nathan 2011 |
| Premier Singapuru                                                | - 1990 Goh Chok Tong 2004 |
| Prezydent Słowacji                                               | - 1999 Rudolf Schuster 2004 |
| Premier Słowacji                                                 | - 1998 Mikuláš Dzurinda 2006 |
| Prezydent Słowenii                                               | - 1991 Milan Kučan 2002 |
| Premier Słowenii                                                 | - 1992 Janez Drnovšek 2000 - 2000 Andrej Bajuk 2000 - 2000 Janez Drnovšek 2002                                                                       |
| Prezydent Somalii                                                | - 2000 Abdiqasim Salad Hassan 2004 |
| Premier Somalii                                                  | - 2000 Ali Khalif Galaid 2001 |
| Prezydent Sri Lanki                                              | - 1994 Chandrika Kumaratunga 2005 |
| Premier Sri Lanki                                                | - 1994 Sirimavo Bandaranaike 2000 - 2000 Ratnasiri Wickremanayake 2001                                                                               |
| Król Suazi                                                       | - 1986 Ntombi (współpanująca) 2018 - 1986 Mswati III 2018                                                                                            |
| Premier Suazi                                                    | - 1996 Barnabas Sibusiso Dlamini 2003 |
| Prezydent Sudanu                                                 | - 1989 Umar al-Baszir 2019 |
| Prezydent Surinamu                                               | - 1996 Jules Wijdenbosch 2000 - 2000 Ronald Venetiaan 2010                                                                                           |
| Prezydent Syrii                                                  | - 1971 Hafiz al-Asad 2000 - 2000 Abd al-Halim Chaddam (p.o.) 2000 - 2000 Baszszar al-Asad                                                            |
| Premier Syrii                                                    | - 1987 Mahmud az-Zubi 2000 - 2000 Muhammad Mustafa Miru 2003                                                                                         |
| Prezydent Szwajcarii                                             | - 2000 Adolf Ogi 2000 |
| Król Szwecji                                                     | - 1973 Karol XVI Gustaw |
| Premier Szwecji                                                  | - 1996 Göran Persson 2006 |
| Prezydent Tadżykistanu                                           | - 1994 Emomali Rahmon |
| Premier Tadżykistanu                                             | - 1999 Okil Okilow 2013 |
| Król Tajlandii                                                   | - 1946 Bhumibol Adulyadej 2016 |
| Premier Tajlandii                                                | - 1997 Chuan Leekpai 2001 |
| Prezydent Tajwanu                                                | - 1988 Lee Teng-hui 2000 - 2000 Chen Shui-bian 2008                                                                                                  |
| Prezydent Tanzanii                                               | - 1995 Benjamin Mkapa 2005 |
| Premier Tanzanii                                                 | - 1995 Frederick Sumaye 2005 |
| Prezydent Togo                                                   | - 1967 Gnassingbé Eyadéma 2005 |
| Premier Togo                                                     | - 1999 Eugene Koffi Adoboli 2000 - 2000 Agbéyomé Kodjo 2002                                                                                          |
| Król Tonga                                                       | - 1965 Taufaʻahau Tupou IV 2006 |
| Premier Tonga                                                    | - 1991 Siaʻosi Tuʻihala Alipate Tupou 2000 - 2000 Lavaka Ata ʻUlukalala 2006                                                                         |
| Prezydent Trynidadu i Tobago                                     | - 1997 Arthur N.R. Robinson 2003 |
| Premier Trynidadu i Tobago                                       | - 1995 Basdeo Panday 2001 |
| Prezydent Tunezji                                                | - 1987 Zajn al-Abidin ibn Ali 2011 |
| Premier Tunezji                                                  | - 1999 Muhammad al-Ghannuszi 2011 |
| Prezydent Turcji                                                 | - 1993 Süleyman Demirel 2000 - 2000 Ahmet Necdet Sezer 2007                                                                                          |
| Premier Turcji                                                   | - 1999 Bülent Ecevit 2002 |
| Prezydent Turkmenistanu                                          | - 1991 Saparmyrat Nyýazow 2006 |
| Prezydent Ugandy                                                 | - 1986 Yoweri Museveni |
| Premier Ugandy                                                   | - 1999 Apolo Nsibambi 2011 |
| Prezydent Ukrainy                                                | - 1994 Łeonid Kuczma 2005 |
| Premier Ukrainy                                                  | - 1999 Wiktor Juszczenko 2001 |
| Prezydent Urugwaju                                               | - 1995 Julio María Sanguinetti 2000 - 2000 Jorge Batlle 2005                                                                                         |
| Prezydent USA                                                    | - 1993 Bill Clinton 2001 |
| Prezydent Uzbekistanu                                            | - 1991 Islom Karimov 2016 |
| Premier Uzbekistanu                                              | - 1995 O‘tkir Sultonov 2003 |
| Prezydent Vanuatu                                                | - 1999 John Bani 2004 |
| Premier Vanuatu                                                  | - 1999 Barak Sopé 2001 |
| Prezydent Wenezueli                                              | - 1999 Hugo Chávez 2013 |
| Prezydent Węgier                                                 | - 1990 Árpád Göncz 2000 - 2000 Ferenc Mádl 2005 |
| Premier Węgier                                                   | - 1998 Viktor Orbán 2002 |
| Monarcha Wielkiej Brytanii                                       | - 1952 Elżbieta II 2022 |
| Premier Wielkiej Brytanii                                        | - 1997 Tony Blair 2007 |
| Prezydent Wietnamu                                               | - 1997 Trần Đức Lương 2006 |
| Premier Wietnamu                                                 | - 1997 Phan Văn Khải 2006 |
| Prezydent Włoch                                                  | - 1999 Carlo Azeglio Ciampi 2006 |
| Premier Włoch                                                    | - 1998 Massimo D’Alema 2000 - 2000 Giuliano Amato 2001                                                                                               |
| Prezydent WKS                                                    | - 1999 Robert Guéï 2000 - 2000 Laurent Gbagbo 2011                                                                                                   |
| Premier WKS                                                      | - 1999 wakat 2000 - 2000 Seydou Diarra 2000 - 2000 Affi N’Guessan 2003                                                                               |
| Prezydent Wysp Marshalla                                         | - 1997 Imata Kabua 2000 - 2000 Kessai Note 2008 |
| Prezydent Wysp Świętego Tomasza i Książęcej                      | - 1995 Miguel Trovoada 2001 |
| Prezydent Zambii                                                 | - 1991 Frederick Chiluba 2002 |
| Prezydent Zimbabwe                                               | - 1987 Robert Mugabe 2017 |
| Premier Zimbabwe                                                 | - 1987 urząd zniesiony 2009 |
| Prezydent ZEA                                                    | - 1971 Zajid ibn Sultan Al Nahajjan 2004 |
| Premier ZEA                                                      | - 1990 Maktum ibn Raszid al-Maktum 2006 |

Rok 2000 / MM
stulecia: XIX wiek ~
XX wiek ~
XXI wiek

dziesięciolecia:
1970–1979 •
1980–1989 •
1990–1999 •
2000–2009
• 2010–2019
• 2020–2029

lata: 1990 «
1995 «
1996 «
1997 «
1998 «
1999 «
2000
» 2001
» 2002
» 2003
» 2004
» 2005
» 2010

## Na rok 2000 ogłoszono
- Wielki Jubileusz Roku 2000

## Wydarzenia w Polsce

### Styczeń
- 1 stycznia:
  - Czchów, Kosów Lacki, Nekla, Prusice i Tyszowce uzyskały prawa miejskie[1].
  - Płakowice zostały przyłączone do Lwówka Śląskiego[1].
- 6 stycznia – Sejm przyjął ustawę powołującą urząd Rzecznika Praw Dziecka.
- 14 stycznia – premiera filmu Prawo ojca.
- 20 stycznia – Filmweb jako pierwszy polski serwis internetowy został udostępniony przez protokół WAP.
- 21 stycznia – Kampinoski Park Narodowy został wpisany na światową listę rezerwatów biosfery UNESCO.
- 23 stycznia – premiera 1. odcinka serialu Święta wojna.
- 24 stycznia – Marian Jurczyk zrezygnował z funkcji prezydenta Szczecina.
- 28 stycznia – premiera filmu Zakochani.

### Luty
- 2 lutego – ukazało się premierowe wydanie magazynu interwencyjnego TVP3 Telekurier.
- 6 lutego – w TVP1 rozpoczął emisję serial Lokatorzy.
- 11 lutego – uruchomiono portal internetowy Interia.pl.
- 23 lutego – członkowie organizacji Naszość, w trakcie demonstracji przeciwko wojnie w Czeczenii dokonali sprofanowania rosyjskiej flagi na terenie Konsulatu Generalnego Federacji Rosyjskiej w Poznaniu.
- 25 lutego – premiera filmu Chłopaki nie płaczą.

### Marzec
- 1 marca:
  - powstał Instytut Adama Mickiewicza.
  - rozpoczęto budowę Trasy Siekierkowskiej w Warszawie.
- 10 marca – ukazało się pierwsze wydanie tygodnika „Fakty i Mity”.
- 11 marca – Teatr Miejski w Gdyni otrzymał imię Witolda Gombrowicza.
- 12 marca – III zjazd gnieźnieński.
- 15 marca – weszła do służby podarowana przez rząd amerykański fregata rakietowa ORP Generał Kazimierz Pułaski.
- 22 marca – statek pasażerski TSS Stefan Batory został przekazany na złom do tureckiej stoczni.
- 25 marca – Andrzej Wajda otrzymał Oscara za całokształt twórczości.
- 31 marca:
  - wprowadzono nowe tablice rejestracyjne.
  - premiera komedii filmowej Operacja Koza.

### Kwiecień
- 1 kwietnia – wystartowała TV4.
- 3 kwietnia – PKP zawiesiło połączenia kolejowe na rekordowej liczbie 1028 kilometrów linii kolejowych[2][3].
- 15 kwietnia – utworzono Centralne Biuro Śledcze.
- 24 kwietnia – w nieczynnej kopalni rudy uranu otwarto podziemną trasę turystyczną Sztolnie Kowary o długości ok. 1200 m.
- 26 kwietnia – w Radzionkowie otwarto Muzeum Chleba.
- 30 kwietnia – zakończono wydobycie w KWK Jowisz w Wojkowicach.

### Maj
- 1 maja – rozpoczęto wydawanie białych tablic rejestracyjnych z flagą Polski na eurobandzie.
- 5 maja – w Warszawie odsłonięto pomnik Henryka Sienkiewicza.
- 8 maja – weszła w życie Ustawa o języku polskim, zgodnie z którą reklamy i opisy towarów muszą być tłumaczone.
- 9 maja – premiera filmu telewizyjnego Cud purymowy w reżyserii Izabelli Cywińskiej.
- 30 maja – premiera filmu Patrzę na ciebie, Marysiu w reżyserii Łukasza Barczyka.

### Czerwiec
- 6 czerwca – rozpadła się koalicja AWS-UW, Unia Wolności opuściła rząd Jerzego Buzka.
- 8 czerwca – Senat RP wybrał profesora Leona Kieresa na stanowisko prezesa Instytutu Pamięci Narodowej – Komisji Ścigania Zbrodni przeciwko Narodowi Polskiemu.
- 9 czerwca – utworzono Euroregion Beskidy.
- 10 czerwca – wystartowała telewizyjna stacja muzyczna Viva Polska.
- 11 czerwca – na Rynku Głównym w Krakowie około 2 tys. trębaczy wykonało w południe Hejnał mariacki, ustanawiając rekord Guinnessa.
- 12 czerwca – Janusz Steinhoff został powołany na urząd wiceprezesa Rady Ministrów, Lech Kaczyński na urzędy ministra sprawiedliwości i prokuratora generalnego, a Jerzy Widzyk na urząd ministra transportu i gospodarki morskiej w rządzie Jerzego Buzka.
- 16 czerwca – premiera komedii sensacyjnej To ja, złodziej w reżyserii Jacka Bromskiego.
- 20 czerwca – pieśń O Warmio moja miła decyzją Rady Miasta została hymnem i hejnałem Olsztyna.
- 23 czerwca – Lidia Chojecka ustanowiła rekord Polski w biegu na 3000 m wynikiem 8:33,35 s.
- 25 czerwca – nadano imię fregacie rakietowej ORP „Generał Kazimierz Pułaski”.
- 27 czerwca – w Warszawie zakończyła się 2-dniowa konferencja Ku wspólnocie demokracji, w której udział wzięło 108 ministrów spraw zagranicznych i 12 szefów organizacji międzynarodowych.
- 30 czerwca:
  - Andrzej Zoll został rzecznikiem praw obywatelskich.
  - profesor Leon Kieres złożył ślubowanie przed Sejmem Rzeczypospolitej Polskiej jako pierwszy prezes Instytutu Pamięci Narodowej.

### Lipiec
- 5 lipca – rozpoczął się zlot żaglowców Cutty Sark Tall Ship Races w Gdańsku. Odbyła się parada żaglowców na Zatoce Gdańskiej.
- 7 lipca – rozpoczęła nadawanie MTV Polska.
- 17 lipca – powstał pierwszy polski komunikator internetowy – Gadu-Gadu.
- 28 lipca – Lidia Chojecka ustanowiła rekord Polski w biegu na 1500 m wynikiem 3:59,22 s.

### Sierpień
- 11 sierpnia – wystartowała stacja telewizyjna o profilu sportowym, należąca do grupy kanałów telewizji Polsat – Polsat Sport.
- 15 sierpnia – oficjalnie uruchomiono pierwszy polski komunikator internetowy – Gadu-Gadu.
- 25 sierpnia:
  - premiera filmu Duże zwierzę.
  - padł pierwszy klaps na planie serialu M jak miłość.
- 26 sierpnia – na lotnisku Aeroklubu Krakowskiego w Pobiedniku pod Krakowem w ramach finałowego koncertu Inwazji Mocy RMF FM odbył się występ zespołu Scorpions. Pod sceną bawiło się 800 tysięcy osób i była to największa tego typu impreza w Polsce.

### Wrzesień
- 4 września – premiera pierwszego odcinka serialu animowanego Pokémon.
- 8 września – premiera filmu Życie jako śmiertelna choroba przenoszona drogą płciową.
- 10 września:
  - zatonął polski jacht Bieszczady, staranowany przez tankowiec udający się do Danii, z całej załogi ocalała jedna osoba.
  - 2 osoby zginęły, a 7 zostało rannych w zderzeniu pociągów na trasie Przemyśl – Jarosław.
- 15 września – uchwalono ustawę Kodeks spółek handlowych.
- 22 września:
  - zakończono produkcję Fiata 126p.
  - po zakończeniu budowy Mostu Świętokrzyskiego zamknięto tymczasowy Most Syreny w Warszawie.

### Październik
- 2 października – wystartował program TVP3.
- 4 października – rozpoczął się XIV Międzynarodowy Konkurs Pianistyczny im. Fryderyka Chopina.
- 5 października – na antenie TVP1 rozpoczęła się emisja serialu Plebania.
- 6 października – w Warszawie otwarto Most Świętokrzyski.
- 8 października – odbyły się wybory prezydenckie, które wygrał Aleksander Kwaśniewski (podobnie jak wybory w roku 1995).
- 20 października – Bogusław Bagsik, współwłaściciel spółki Art-B, zamieszanej w aferę finansową związaną z tzw. oscylatorem bankowym, został skazany na 9 lat pozbawienia wolności.
- 21 października – w teleturnieju Milionerzy emitowanym przez telewizję TVN padła po raz pierwszy wygrana w wysokości 500 000 PLN.
- 22 października – chiński pianista Li Yundi został zwycięzcą XIV Konkursu Chopinowskiego.
- 23 października – powstała Oficjalna Lista Sprzedaży (OLiS) Związku Producentów Audio Video.
- 29 października – z Aresztu Śledczego w Wadowicach uciekł gangster Ryszard Niemczyk.

### Listopad
- 4 listopada – w TVP2 wyemitowano premierowy odcinek serialu M jak miłość.
- 10 listopada:
  - miasto Sulejówek przekazało dworek „Milusin” Fundacji Rodziny Józefa Piłsudskiego.
  - utworzono Reprezentacyjny Szwadron Kawalerii Wojska Polskiego.
- 13 listopada – w Radomiu upadły Zakłady Metalowe Łucznik.
- 16 listopada – Sejm przyjął ustawę o przeciwdziałaniu praniu brudnych pieniędzy oraz finansowaniu terroryzmu.
- 17 listopada:
  - na GPW wdrożono system informatyczny WARSET.
  - odbyła się premiera filmu Daleko od okna.
- 24 listopada – premiera filmu Bajland.
- 26 listopada – rozpoczął działalność mBank, pierwszy w Polsce bank wirtualny.
- 29 listopada – został udostępniony bankom system informacji BIK.

### Grudzień
- 15 grudnia – powołano Inspekcję Handlową.
- 17 grudnia – podpisano umowę o utworzeniu koalicji wyborczej SLD-UP.
- 18 grudnia – Bronisław Geremek został przewodniczącym Unii Wolności.
- 21 grudnia – posłowie Halina Nowina Konopka i Witold Tomczak w galerii Zachęta usunęli z instalacji włoskiego rzeźbiarza Mauritzia Cattelana fragment symbolizujący meteoryt przygniatający postać papieża Jana Pawła II.
- 22 grudnia – Leszek Balcerowicz został prezesem NBP.
- 23 grudnia – zaprzysiężono Aleksandra Kwaśniewskiego na prezydenta Polski (druga kadencja).
- 24 grudnia – pękło serce Dzwonu Zygmunt.
- 31 grudnia – premiera ostatniego odcinka serialu 13 posterunek 2 w telewizji Canal+.

## Wydarzenia na świecie
Był to ostatni rok XX wieku i 2. tysiąclecia.
Ludność na świecie osiągnęła 6 070 581 tys. osób

### Podział populacji
- Azja – 3 679 737 tys. (60,62% ogółu ludności)
- Afryka – 795 671 tys. (13,11%)
- Europa – 727 986 tys. (11,99%)
- Ameryka Południowa – 520 229 tys. (8,57%)
- Ameryka Północna – 315 915 tys. (5,20%)
- Oceania – 31 043 tys. (0,51%)

### Styczeń
- 1 stycznia:
  - wbrew wcześniejszym obawom problem roku 2000 był nieomal nieodczuwalny.
  - Portugalia objęła prezydencję w Radzie Unii Europejskiej.
  - reforma administracyjna w Czechach; w miejsce dotychczasowych siedmiu krajów (+ Praga) powołano trzynaście nowych (+ Praga), „stare” kraje nie przestały jednak funkcjonować, stając się tzw. okręgami terytorialnymi dla różnych instytucji państwowych.
- 3 stycznia:
  - palestyńscy terroryści ostrzelali ambasadę Rosji w Bejrucie w proteście przeciwko wojnie w Czeczenii; zginął libański policjant i jeden z napastników.
  - otwarto Westpac Stadium w Wellington (Nowa Zelandia).
- 4 stycznia – 19 osób zginęło w zderzeniu pociągów pasażerskich w południowo-zachodniej Norwegii.
- 5 stycznia – Włochy i Korea Północna nawiązały stosunki dyplomatyczne.
- 10 stycznia – spółka America Online kupiła Time Warner.
- 13 stycznia:
  - Park Tae-joon został premierem Korei Południowej.
  - 22 osoby zginęły w katastrofie libijskiego samolotu pasażerskiego Short 360 na Morzu Śródziemnym niedaleko portu Marsa al-Burajka.
- 14 stycznia – Alfonso Antonio Portillo Cabrera został prezydentem Gwatemali.
- 15 stycznia – dwaj ochroniarze usiłowali zastrzelić w pałacu prezydenckim prezydenta Gambii Yahyę Jammeha. Zamach udaremnili pozostali członkowie ochrony.
- 16 stycznia:
  - Ricardo Lagos został wybrany na prezydenta Chile.
  - Kumba Ialá wygrał w II turze wybory prezydenckie w Gwinei Bissau.
- 18 stycznia:
  - Helmut Kohl zrezygnował z funkcji honorowego przewodniczącego CDU w związku ze skandalem wokół nielegalnego finansowania partii.
  - w kanadyjskiej prowincji Kolumbia Brytyjska spadł meteoryt kamienny Tagish Lake.
- 21 stycznia – prezydent Ekwadoru Jamil Mahuad został zmuszony do dymisji w wyniku protestów społecznych.
- 22 stycznia – Gustavo Noboa został prezydentem Ekwadoru.
- 26 stycznia – utworzono Związek Rosji i Białorusi.
- 27 stycznia – Ivica Račan został premierem Chorwacji.
- 30 stycznia:
  - doszło do przerwania grobli na stawie z rudą w kopalni złota w rumuńskim Baia Mare, co doprowadziło do katastrofy ekologicznej na rzekach Cisa i Samosz.
  - kenijski Airbus 310 lecący z Wybrzeża Kości Słoniowej do Nigerii wpadł do Atlantyku, zginęło 179 osób.
- 31 stycznia – 88 osób zginęło w katastrofie lotu Alaska Airlines 261 u wybrzeży Kalifornii.

### Luty
- 4 lutego – Wolfgang Schüssel został kanclerzem Austrii.
- 5 lutego – II wojna czeczeńska: rosyjska armia dokonała brutalnej pacyfikacji wioski Nowyje Ałdy koło Groznego; zginęło co najmniej 68 osób.
- 6 lutego:
  - II wojna czeczeńska: wojska rosyjskie zdobyły Grozny.
  - Tarja Halonen jako pierwsza kobieta zwyciężyła w wyborach prezydenckich w Finlandii.
- 7 lutego – Stjepan Mesić zwyciężył w II turze wyborów prezydenckich w Chorwacji.
- 13 lutego – w prasie ukazał się ostatni oryginalny odcinek komiksu Fistaszki, dzień po śmierci jego twórcy – Charlesa Schulza.
- 17 lutego:
  - premiera systemu operacyjnego Microsoft Windows 2000.
  - Kumba Ialá został prezydentem Gwinei Bissau.
  - premiera filmu Jak ugryźć 10 milionów w reżyserii Jonathana Lynna.
- 18 lutego – Stjepan Mesić został prezydentem Chorwacji.
- 24 lutego – papież Jan Paweł II rozpoczął wizytę apostolską w Egipcie i na Synaju.
- 25 lutego – papież Jan Paweł II odprawił mszę św. na stadionie w Kairze w Egipcie oraz spotkał się z Szenudą III.
- 26 lutego:
  - papież Jan Paweł II odwiedził monaster św. Katarzyny u podnóża Góry Synaj w Egipcie.
  - doszło do erupcji islandzkiego wulkanu Hekla.

### Marzec
- 1 marca:
  - weszła w życie nowa Konstytucja Finlandii (uchwalona 11 czerwca 1999 roku).
  - Tarja Halonen została pierwszą kobietą na stanowisku prezydenta Finlandii.
  - Jorge Battle został prezydentem Urugwaju.
- 10 marca – indeks giełdy NASDAQ osiągnął rekordowy poziom 5132,52 punktów, tuż przed „pęknięciem bańki internetowej” (załamaniem kursu przeszacowanych firm internetowych, tzw. „dot-comów”).
- 11 marca – Ricardo Lagos został prezydentem Chile.
- 12 marca – papież Jan Paweł II w czasie mszy w bazylice watykańskiej poprosił o wybaczenie win kościoła katolickiego wobec wyznawców innych religii.
- 13 marca – ekwadorska waluta sucre została zastąpiona przez dolara amerykańskiego.
- 16 marca – ukazało się pierwsze wydanie rosyjskiego dziennika Wriemia Nowostiej.
- 17 marca:
  - papież Jan Paweł II dokonał ostatniego wpisu w swoim testamencie.
  - Uganda: ponad 500 członków sekty „Ruch Przywrócenia Dziesięciu Przykazań Boga” popełniło zbiorowe samobójstwo.
- 19 marca – Abdoulaye Wade wygrał wybory prezydenckie w Senegalu.
- 20 marca – papież Jan Paweł II odwiedził sanktuarium na Górze Nebo w Jordanii.
- 21 marca:
  - papież Jan Paweł II rozpoczął wizytę w Izraelu.
  - 12 górników zginęło w katastrofie w kopalni „Komsomolec” w rosyjskim Kuźnieckim Zagłębiu Węglowym.
- 22 marca – papież Jan Paweł II odprawił mszę św. w Betlejem i modlił się w Grocie Narodzenia.
- 23 marca – papież Jan Paweł II odprawił mszę św. w Wieczerniku w Jerozolimie.
- 24 marca – papież Jan Paweł II odwiedził sanktuaria nad Jeziorem Genezaret: Kafarnaum, Tabgę oraz Górę Błogosławieństw.
- 25 marca:
  - papież Jan Paweł II odwiedził bazylikę Zwiastowania w Nazarecie w Izraelu.
  - prezydent USA Bill Clinton przybył do Pakistanu z pierwszą wizytą na tym szczeblu od 1969 roku.
- 26 marca:
  - Władimir Putin wygrał w I turze wybory prezydenckie w Rosji.
  - papież Jan Paweł II odprawił mszę św. w bazylice Bożego Grobu w Jerozolimie oraz modlił się przy Ścianie Płaczu.
  - Grecja (bez terytorium Athos) przystąpiła do układu z Schengen.
  - odbyła się 72. ceremonia wręczenia Oscarów.

### Kwiecień
- 3 kwietnia – były lider bośniackich Serbów Momčilo Krajišnik został aresztowany w Pale przez francuskich żołnierzy SFOR i następnie wydany, pod zarzutem dokonania zbrodni wojennych Międzynarodowemu Trybunałowi Karnemu dla byłej Jugosławii w Hadze.
- 4 kwietnia – rozpoczęła się ostatnia misja załogowa (Sojuz TM-30) na rosyjską stację orbitalną Mir.
- 5 kwietnia:
  - Yoshirō Mori został premierem Japonii.
  - Moustapha Niasse został po raz drugi premierem Senegalu.
- 10 kwietnia – w stolicy Gambii Bandżulu siły bezpieczeństwa otworzyły ogień do demonstrujących studentów, zabijając 14 osób.
- 12 kwietnia – włoski seryjny morderca Donato Bilancia został skazany przez sąd w Genui na karę dożywotniego pozbawienia wolności.
- 16 kwietnia – na Ukrainie odbyło się referendum w sprawie reformy systemu politycznego.
- 17 kwietnia – Paul Kagame został wybrany przez Zgromadzenie Narodowe na prezydenta Rwandy.
- 19 kwietnia – Filipiński Boeing 737 rozbił się na południu kraju, zginęło 131 osób.
- 21 kwietnia – Rosja ratyfikowała Traktat o całkowitym zakazie prób z bronią jądrową (CTBT).
- 22 kwietnia:
  - Paul Kagame został prezydentem Rwandy.
  - uzbrojeni agenci federalni odebrali siłą 7-letniego kubańskiego uchodźcę Eliána Gonzáleza z rąk jego krewnych w Miami, którzy przeciwstawiali się, w związku ze śmiercią jego matki w czasie ucieczki na Florydę, odesłaniu chłopca do ojca na Kubę.
- 25 kwietnia – we Włoszech utworzono drugi rząd Giuliana Amato.
- 29 kwietnia – Niemcy zwróciły Rosji ocalałe fragmenty Bursztynowej Komnaty.
- 30 kwietnia – Faustyna Kowalska została kanonizowana przez papieża Jana Pawła II.

### Maj
- 1 maja – prezydent USA Bill Clinton nakazał wyłączenie mechanizmu S/A (Selective Availability) zakłócającego sygnał GPS, dzięki czemu dokładność określania pozycji dla zwykłych użytkowników wzrosła do około 4–12 metrów.
- 4 maja:
  - Ken Livingstone został burmistrzem Londynu.
  - wirus komputerowy ILOVEYOU w ciągu jednego dnia rozprzestrzenił się po całym świecie, infekując 10% komputerów mających dostęp do Internetu i powodując straty w wysokości 5,5 mld dolarów.
- 5 maja:
  - Ahmet Necdet Sezer wybrany na prezydenta Turcji.
  - na Hawajach padła w wieku 2 lat i 5 miesięcy pierwsza pomyślnie sklonowana mysz Cumulina.
- 6 maja – nad Beskidem Śląskim i północnymi Morawami przeleciał, a następnie eksplodował w atmosferze dzienny bolid.
- 7 maja – Władimir Putin został zaprzysiężony na urząd prezydenta Federacji Rosyjskiej.
- 8 maja – Australia i Korea Północna nawiązały stosunki dyplomatyczne.
- 10 maja – założono Uniwersytet Katolicki w Rużomberku na Słowacji.
- 11 maja – populacja Indii przekroczyła miliard.
- 13 maja:
  - Papież Jan Paweł II podczas swojej podróży apostolskiej do Portugalii dokonał beatyfikacji Franciszki i Hiacynta Marto
  - w Sztokholmie odbył się 45. Konkurs Piosenki Eurowizji.
  - w holenderskim Enschede 23 osoby zginęły, a 947 zostało rannych w wyniku serii eksplozji w fabryce sztucznych ogni.
  - załoga amerykańskiego samolotu wojskowego zrzuciła omyłkowo 6 bomb na wioskę w Korei Płd.
- 15 maja – armia brytyjska rozpoczęła ewakuację swoich obywateli z ogarniętego wojną domową Sierra Leone (operacja Palliser).
- 16 maja:
  - Ahmet Necdet Sezer został prezydentem Turcji.
  - premiera chińskiego filmu kostiumowego Przyczajony tygrys, ukryty smok w reżyserii Anga Lee.
- 17 maja:
  - Michaił Kasjanow został premierem Rosji.
  - premiera filmu Tańcząc w ciemnościach w reżyserii Larsa von Triera.
- 19 maja:
  - rozpoczęła się misja STS-101 wahadłowca Atlantis.
  - klub piłkarski Deportivo La Coruña zdobył pierwszy w swej historii tytuł mistrza Hiszpanii.
- 21 maja – Anna Czerwińska jako druga Polka zdobyła Mount Everest.
- 24 maja – USA: Instytut Matematyczny Claya przedstawił 7 matematycznych problemów milenijnych, ustanawiając za rozwiązanie każdego z nich nagrodę miliona dolarów.
- 25 maja:
  - po trwającej 22 lata okupacji wojska Izraela wycofały się z południowego Libanu.
  - zakończyła się wojna erytrejsko-etiopska.
- 28 maja – wybuchnął wulkan Kamerun.
- 29 maja – na Fidżi doszło do przewrotu wojskowego.

### Czerwiec
- 3 czerwca – pierwsza, największa impreza hardstyle’owa – Qlimax.
- 4 czerwca:
  - amerykański Teleskop kosmiczny Comptona spłonął w atmosferze nad Pacyfikiem.
  - trzęsienie ziemi na indonezyjskiej wyspie Enggano niedaleko Sumatry spowodowało śmierć 103 osób.
- 10 czerwca:
  - otwarto Millennium Bridge w Londynie.
  - rozpoczęły się XI Mistrzostwa Europy w Piłce Nożnej, rozgrywane w Belgii i Holandii.
- 13 czerwca:
  - prezydent Włoch Carlo Azeglio Ciampi ułaskawił tureckiego zamachowca Mehmeta Ali Ağcę.
  - w Pjongjangu doszło do spotkania przywódcy Korei Północnej Kim Dzong Ila z Kim Dae-jungiem, prezydentem Korei Południowej.
- 17 czerwca – w Charkowie otwarto Cmentarz Ofiar Totalitaryzmu.
- 18 czerwca – Etiopia i Erytrea uzgodniły w czasie negocjacji pokojowych w Algierze zawarcie porozumienia kończącego wojnę graniczną między nimi.
- 19 czerwca – w kontenerze ciężarówki w angielskim porcie Dover znaleziono 58 ciał uduszonych nielegalnych chińskich emigrantów.
- 22 czerwca:
  - powstał sojusz linii lotniczych SkyTeam.
  - w katastrofie samolotu pasażerskiego Xi’an Y-7 w mieście Wuhan w środkowych Chinach zginęło 49 osób, w tym 7 na ziemi.
- 23 czerwca – został podpisany Układ z Kotonu pomiędzy Wspólnotami Europejskimi i 77 krajami Afryki, Karaibów i Pacyfiku.
- 25 czerwca – rządząca Partia Liberalno-Demokratyczna wygrała wybory parlamentarne w Japonii.
- 26 czerwca:
  - papież Jan Paweł II ujawnił treść trzeciej tajemnicy fatimskiej.
  - Brytyjczyk Adrian Nicholas oddał udany skok na spadochronie zbudowanym na podstawie projektu Leonarda da Vinci.
- 28 czerwca:
  - w Gniezdowie (Federacja Rosyjska) uroczyście otwarto Polski Cmentarz Wojenny w Katyniu.
  - 7-letni uciekinier z Kuby Elián González, zgodnie z wyrokiem Sądu Najwyższego USA, powrócił do ojczyzny.
- 29 czerwca – w Norwegii otwarto podmorski drogowy Tunel Oslofjord.

### Lipiec
- 1 lipca:
  - Francja objęła prezydencję w Radzie Unii Europejskiej.
  - otwarto most nad Sundem łączący Szwecję z Danią.
- 2 lipca:
  - piłkarze Francji pokonali w meczu finałowym turnieju piłkarskiego Euro 2000 reprezentację Włoch 2:1.
  - Vicente Fox wygrał wybory prezydenckie w Meksyku.
- 10 lipca – powstał Europejski Koncern Lotniczo-Rakietowy i Obronny – EADS.
- 13 lipca – podczas wykopalisk archeologicznych w Nowogrodzie Wielkim w północno-zachodniej Rosji odkryto Kodeks Nowogrodzki, palimpsest, najstarszy zachowany zabytek piśmiennictwa ruskiego napisany w języku staro-cerkiewno-słowiańskim.
- 14 lipca – izba wyższa niemieckiego parlamentu – Bundesrat jednogłośnie przyjęła ustawę o odszkodowaniach dla byłych robotników przymusowych III Rzeszy.
- 17 lipca:
  - Baszszar al-Asad został zaprzysiężony na prezydenta Syrii.
  - w katastrofie lotu Alliance Air 7412 w indyjskim mieście Patna zginęło 60 osób, 5 zostało rannych.
- 21 lipca – uzyskano w Fermi National Accelerator Laboratory w USA pierwszy bezpośredni dowód istnienia neutrina typu tau.
- 25 lipca – katastrofa samolotu Concorde pod Paryżem – samolot runął 2 min po starcie na hotel Hôtelissimo w Gonesse. Zginęło 119 osób na pokładzie i cztery na ziemi.
- 28 lipca – w Katyniu uroczyście otwarto cmentarz polskich i rosyjskich ofiar NKWD.
- 31 lipca:
  - Mosze Kacaw, kandydat partii Likud, został wybrany przez Kneset na urząd prezydenta Izraela.
  - Oblatano motoszybowiec wysokowyczynowy Eta, jedną z najlepszych na świecie konstrukcji tego typu.

### Sierpień
- 1 sierpnia – Mosze Kacaw rozpoczął urzędowanie jako prezydent Izraela.
- 8 sierpnia:
  - w zamachu bombowym w przejściu podziemnym na placu Puszkina w Moskwie zginęło 13, a rannych zostało 118 osób.
  - jeden z pierwszych okrętów podwodnych, „H.L. Hunley”, po 136 latach od zatopienia został wydobyty na powierzchnię.
- 12 sierpnia – na dnie Morza Barentsa ponad 150 km od Murmańska na głębokości 107 m zatonął rosyjski atomowy okręt podwodny „Kursk”.
- 15 sierpnia – w Rzymie rozpoczęły się 8. Światowe Dni Młodzieży.
- 23 sierpnia – 143 osoby zginęły w katastrofie Airbusa A320 linii Gulf Air u wybrzeży Bahrajnu.
- 24 sierpnia – fińscy chemicy odkryli fluorowodorek argonu.
- 27 sierpnia – w pożarze wieży telewizyjnej Ostankino w Moskwie zginęły trzy osoby.
- 28 sierpnia – w tanzańskiej Aruszy zawarto porozumienie pokojowe, stanowiące jeden z najważniejszych kroków na drodze do zakończenia wojny domowej w Burundi.
- 30 sierpnia – w Reims, Rumunka Cristina Iloc-Casandra ustanowiła rekord świata w biegu na 3000 m z przeszkodami wynikiem 9:40,20 s.

### Wrzesień
- 2 września – otwarto Polski Cmentarz Wojenny w Miednoje.
- 3 września – Jan Paweł II beatyfikował swoich poprzedników: Piusa IX i Jana XXIII.
- 5 września – Tuvalu zostało członkiem ONZ.
- 8 września – Albania została przyjęta do WTO.
- 10 września:
  - ostatnie przedstawienie Kotów w Broadway Theatre.
  - zatonięcie Polskiego jachtu Bieszczady 20 mil morskich od północno-zachodnich wybrzeży Danii. Został on staranowany przez tankowiec odbywający rejs do Rotterdamu.
- 13 września:
  - hiszpańskie i francuskie służby bezpieczeństwa przeprowadziły operację, w wyniku której aresztowano 36 kluczowych członków ETA.
  - wskutek wybuchu samochodu-pułapki przed budynkiem giełdy papierów wartościowych w Dżakarcie zginęło 15 osób.
- 14 września:
  - Juan Antonio Samaranch przestał być po 20 lat przewodniczącym Międzynarodowego Komitetu Olimpijskiego.
  - premiera systemu operacyjnego Windows Me.
- 15 września – rozpoczęły się Letnie Igrzyska Olimpijskie w Sydney.
- 16 września – w Kijowie porwano Georgija Gongadze, niezależnego dziennikarza.
- 20 września – na igrzyskach w Sydney Renata Mauer-Różańska zdobyła złoty medal w konkurencji karabinu kulowego w 3 postawach.
- 22 września – podczas igrzysk olimpijskich w Sydney Robert Korzeniowski zdobył złoty medal w chodzie sportowym na dystansie 20 km.
- 23 września – zostały odkryte księżyce Saturna: Siarnaq i Tarvos.
- 24 września – Vojislav Koštunica wygrał wybory prezydenckie w Serbii.
- 25 września:
  - wystartował anglojęzyczny kanał informacyjny chińskiej telewizji państwowej – CCTV News.
  - w Buenos Aires otwarto Muzułmański Ośrodek Kulturalny Króla Fahda będący największym meczetem w Ameryce Południowej.
- 26 września:
  - Duńczycy odrzucili w referendum przyjęcie wspólnej waluty euro.
  - u wybrzeży wyspy Paros zatonął grecki prom pasażerski MS „Express Samina”; zginęło 80 osób.
- 28 września – wizyta Ariela Szarona na Wzgórzu Świątynnym sprowokowała wybuch drugiej intifady.
- 29 września – Igrzyska w Sydney: mistrzami olimpijskimi zostali Kamila Skolimowska w rzucie młotem i Robert Korzeniowski w chodzie na 50 km.

### Październik
- Wrzesień-październik – masowe wystąpienia w Jugosławii w proteście przeciwko sfałszowaniu kolejnych wyborów przez dyktaturę Miloševicia.
- 1 października:
  - Jan Paweł II kanonizował 120 męczenników chińskich.
  - w Sydney zakończyły się XXVII Letnie Igrzyska Olimpijskie.
- 5 października – odbyły się masowe demonstracje w Belgradzie mające zmusić prezydenta Slobodana Miloševicia do ustąpienia.
- 6 października – pod wpływem masowych protestów ulicznych Slobodan Milošević podał się do dymisji.
- 7 października:
  - koniec 55-letnich komunistycznych rządów w Jugosławii; władzę przejęła demokratyczna opozycja – zaprzysiężono jej lidera, Koštunicę, jako nowego prezydenta.
  - po abdykacji księcia Jana wielkim księciem Luksemburga został jego syn Henryk.
- 10 października – w Biszkeku została powołana Euroazjatycka Wspólnota Gospodarcza.
- 12 października – przeprowadzono atak terrorystyczny na niszczyciel rakietowy USS „Cole” w porcie Aden w Jemenie.
- 18 października – Stany Zjednoczone złagodziły embargo wobec Kuby, zezwalając na eksport żywności i lekarstw.
- 19 października – w pakistańskim Beludżystanie została odkryta rzekoma mumia księżniczki perskiej sprzed 2600 lat.
- 20 października – Detroit: Andrzej Gołota, po drugiej rundzie pojedynku bokserskiej wagi ciężkiej z Mikiem Tysonem, odmówił kontynuowania walki i zszedł z ringu.
- 26 października – Laurent Gbagbo został prezydentem Wybrzeża Kości Słoniowej.
- 30 października – w Tadżykistanie wprowadzono nową walutę narodową – somoni.
- 31 października:
  - na lotnisku w tajwańskim Taoyuan singapurski Boeing 747 usiłował wystartować z niewłaściwego pasa i zderzył się ze stojącymi na nim pojazdami; zginęły 83 osoby, a 96 zostało rannych.
  - rozpoczęła się pierwsza długoterminowa załogowa misja Sojuz TM-31 na Międzynarodową Stację Kosmiczną (ISS).
  - w katastrofie samolotu An-26 pod Mona Quimbundo w Angoli zginęły 44 osoby.

### Listopad
- 1 listopada – w Indiach utworzono stan Chhattisgarh.
- 2 listopada – na pokład Międzynarodowej Stacji Kosmicznej przybyła jej pierwsza stała załoga.
- 3 listopada – w lesie koło Taraszczy, 70 kilometrów od Kijowa, znaleziono pozbawione głowy ciało dziennikarza Heorhija Gongadze.
- 5 listopada – odbył się uroczysty pogrzeb ostatniego cesarza Etiopii Hajle Syllasje I.
- 6 listopada – premierem Burkina Faso został Paramanga Ernest Yonli.
- 7 listopada – wybory prezydenckie w USA, problemy z ustaleniem zwycięzcy.
- 9 listopada:
  - w Indiach utworzono stan Uttarakhand.
  - został odkryty księżyc Saturna – Albioriks.
- 11 listopada – w pożarze kolejki górskiej w austriackim Kaprun zginęło 155 osób.
- 13 listopada – Haga: rozpoczęła się 6. konferencja państw stron Konwencji Klimatycznej ONZ z Rio de Janeiro z 1992 r.
- 16 listopada – Bill Clinton jako pierwszy prezydent USA przybył z wizytą do Wietnamu.
- 17 listopada:
  - Janez Drnovšek po raz drugi został premierem Słowenii.
  - oskarżony o korupcję prezydent Peru Alberto Fujimori uciekł do Japonii.
- 18 listopada – w Nowym Jorku pobrali się Michael Douglas i Catherine Zeta-Jones.
- 22 listopada – Valentín Paniagua został prezydentem, a Javier Pérez de Cuéllar premierem Peru.
- 23 listopada – zostały odkryte księżyce Jowisza: Erinome, Harpalyke, Isonoe, Jokasta, Kalyke i Praxidike.
- 25 listopada – papież Jan Paweł II erygował ordynariat wojskowy na Litwie.
- 26 listopada – papież Jan Paweł II promulgował Konstytucję Watykanu.
- 27 listopada – w Norwegii otwarto najdłuższy na świecie tunel drogowy Lærdal (24,51 km).
- 28 listopada:
  - holenderski parlament zalegalizował eutanazję.
  - opozycyjny ukraiński polityk Ołeksadr Moroz ujawnił nagrania, w których prezydent Łeonid Kuczma nakłaniał oficerów milicji do porwania dziennikarza Heorhija Gongadze.
- 30 listopada – rozpoczęła się misja STS-97 wahadłowca Endeavour.

### Grudzień
- 1 grudnia – urząd prezydenta Meksyku objął Vicente Fox, co oznaczało utratę władzy przez Partię Rewolucyjno-Instytucjonalną, która rządziła Meksykiem nieprzerwanie przez 71 lat.
- 2 grudnia – zespół rockowy The Smashing Pumpkins zawiesił swą działalność.
- 5 grudnia – wystrzelono izraelskiego satelitę obserwacji Ziemi Eros A.
- 7 grudnia – premierzy krajów UE na szczycie w Nicei przyjęli i podpisali Kartę praw podstawowych.
- 8 grudnia – Duma Państwowa Federacji Rosyjskiej zadecydowała o przyjęciu melodii hymnu radzieckiego z nowym tekstem jako hymnu narodowego Rosji.
- 10 grudnia – Ion Iliescu został ponownie prezydentem Rumunii. Poprzednio sprawował urząd w latach 1989–1996.
- 11 grudnia – parafowano Traktat nicejski.
- 12 grudnia:
  - Sąd Najwyższy Stanów Zjednoczonych wydał decyzję, że ręczne przeglądanie głosów wyborczych na Florydzie jest sprzeczne z konstytucją. Tym samym zwycięzcą wyborów prezydenckich okazał się George W. Bush.
  - w Algierze podpisano układ pokojowy kończący wojnę między Etiopią a Erytreą.
  - Wielka Brytania i Korea Północna nawiązały stosunki dyplomatycznie.
- 15 grudnia: Zamknięto ostatni (trzeci) reaktor w Elektrowni Atomowej w Czarnobylu oficjalnie kończąc historię całej elektrowni.
- 20 grudnia – przyjęty został nowy hymn Rosji tekst napisał Siergiej Michałkow.
- 25 grudnia:.
  - 309 osób zginęło w pożarze sali tanecznej w chińskim mieście Luoyang.
- 27 grudnia – premiera filmu Traffic.
- 28 grudnia:
  - Adrian Năstase został premierem Rumunii.
  - w Norwegii otwarto podmorski Tunel Bømlafjord.
- 30 grudnia:
  - odegrano i zaśpiewano nowy hymn Rosji na placu Czerwonym.
  - w serii zamachów bombowych w stolicy Filipin Manili zginęły 22 osoby, a ponad 100 zostało rannych.
- Najnowsza Czerwona księga gatunków zagrożonych podała listę 5400 gatunków zwierząt i blisko 6000 gatunków roślin.

## Urodzili się

### Styczeń
- 1 stycznia:
  - Jekatierina Aleksandrowska, rosyjska łyżwiarka figurowa (zm. 2020)
  - Kobe Brown, amerykański koszykarz
  - Ice Spice, amerykańska raperka, piosenkarka pochodzenia dominikańskiego
  - Boško Šutalo, chorwacki piłkarz
  - Ben Wang, amerykański aktor
- 4 stycznia:
  - Max Aarons, angielski piłkarz
  - Monika Jagła, polska siatkarka
- 5 stycznia:
  - Roxen, rumuńska piosenkarka
  - Taylor Soule, amerykańska koszykarka
- 6 stycznia:
  - Jann-Fiete Arp, niemiecki piłkarz
  - Aleksandra Stach, polska kajakarka górska
- 7 stycznia – Brina Bračko, słoweńska siatkarka
- 8 stycznia:
  - Keon Ellis, amerykański koszykarz
  - Noah Cyrus, amerykańska aktorka dziecięca i piosenkarka, siostra Miley Cyrus
  - Tre Jones, amerykański koszykarz
- 10 stycznia:
  - Aidan Barlow, angielski piłkarz
  - Erik Botheim, norweski piłkarz
  - Antoni Plichta, polski lekkoatleta, sprinter
  - Sōta Yamamoto, japoński łyżwiarz figurowy
- 11 stycznia:
  - Alisha Howk, amerykańska zapaśniczka
  - Daniel Michalski, polski tenisista
- 12 stycznia:
  - Żansaja Abdumalik, kazachska szachistka
  - Bára Oborná, czeska siatkarka
- 16 stycznia – Andrew Nembhard, kanadyjski koszykarz
- 17 stycznia:
  - Ebrar Karakurt, turecka siatkarka
  - Ayo Dosunmu, amerykański koszykarz, nigeryjskiego pochodzenia
- 20 stycznia:
  - Elias Kristoffersen Hagen, norweski piłkarz
  - Tyler Herro, amerykański koszykarz
  - Tomoki Hiwatashi, amerykański łyżwiarz figurowy pochodzenia japońskiego
- 23 stycznia:
  - Jordan Miller, amerykański koszykarz
  - Anju Nakamura, japońska kombinatorka norweska
- 24 stycznia – Saki Igarashi, japońska zapaśniczka
- 25 stycznia:
  - Cedric Abossolo, kameruński zapaśnik
  - Remco Evenepoel, belgijski kolarz szosowy
  - Suzuka Hasegawa, japońska pływaczka
  - Diana Zolotuchina, gruzińska lekkoatletka, tyczkarka
- 26 stycznia:
  - Ester Expósito, hiszpańska aktorka
  - Darius Garland, amerykański koszykarz
- 27 stycznia:
  - Morgan Gibbs-White, angielski piłkarz
  - Xander Ketrzynski, kanadyjski siatkarz
  - Aurélien Tchouaméni, francuski piłkarz
- 28 stycznia:
  - Kisy Nascimento, brazylijska siatkarka
  - Abel Ruiz, hiszpański piłkarz
- 29 stycznia – Saana Lindgren, fińska siatkarka

### Luty
- 1 lutego:
  - Patrīcija Eiduka, łotewska biegaczka narciarska
  - Suvi Kokkonen, fińska siatkarka
  - Maša Janković, serbska koszykarka
- 2 lutego:
  - Caroline Claire, amerykańska narciarka dowolna
  - Dmitrij Łoginow, rosyjski snowboardzista
  - Hannah Prock, austriacka saneczkarka
  - Jorinde van Klinken, holenderska lekkoatletka, miotaczka
- 5 lutego:
  - Michaela Beck, amerykańska zapaśniczka
  - Bartłomiej Pelczar, polski koszykarz
  - Katarina Zawacka, ukraińska tenisistka
- 6 lutego:
  - Aleksandra Gryka, polska siatkarka
  - Julija Polaczichina, rosyjska modelka
- 8 lutego:
  - Hanna Dawyskiba, białoruska siatkarka
  - Mathilde Gremaud, szwajcarska narciarka dowolna
- 9 lutego – Yannick Marchand, szwajcarski piłkarz
- 10 lutego:
  - María Carlé, argentyńska tenisistka
  - Yara Shahidi, amerykańska aktorka, modelka pochodzenia irańskiego
  - Ejgayehu Taye, etiopska lekkoatletka, biegaczka długodystansowa
- 11 lutego – Nassir Little, amerykański koszykarz
- 12 lutego – Julija Starodubcewa, ukraińska tenisistka
- 13 lutego – Vitinha, portugalski piłkarz
- 14 lutego:
  - Wiktoria Chołuj, polska zapaśniczka
  - Toby Miller, amerykański snowboardzista
  - Elizabet Tursynbajewa, kazachska łyżwiarka figurowa, skrzypaczka
- 15 lutego:
  - Jakub Kiwior, polski piłkarz
  - Michał Skóraś, polski piłkarz
- 16 lutego:
  - Angelika Kowalewska, polska gimnastyczka
  - Hamed Junior Traorè, iworyjski piłkarz
  - Coby White, amerykański koszykarz
  - Yan Bingtao, chiński snookerzysta
  - Carlos Yulo, filipiński gimnastyk
- 17 lutego:
  - Szymon Działakiewicz, polski piłkarz ręczny
  - Aleksandra Kot, polska prawnik, polityk, posłanka na Sejm RP
- 18 lutego:
  - Zakaria Aboukhlal, marokański piłkarz
  - Giacomo Raspadori, włoski piłkarz
- 19 lutego:
  - Albina Kairgieldinowa, kazachska zapaśniczka
  - Li Yingying, chińska siatkarka
- 20 lutego:
  - Karolina Bosiek, polska łyżwiarka szybka
  - Andrea Cambiaso, włoski piłkarz
  - Dennis Jastrzembski, polsko-niemiecki piłkarz
  - Kristóf Milák, węgierski pływak
  - Josh Sargent, amerykański piłkarz
- 21 lutego:
  - Eduardo Guerrero, panamski piłkarz
  - Natalia Kozioł, polska gimnastyczka
- 22 lutego:
  - Trayce Jackson-Davis, amerykański koszykarz
  - Maddie Mastro, amerykańska snowboardzistka pochodzenia włoskiego
  - Nikolas Nartey, duński piłkarz pochodzenia ghańskiego
  - Gergana Topałowa, bułgarska tenisistka
  - Timothy Weah, amerykański piłkarz pochodzenia liberyjskiego
- 23 lutego:
  - Femke Bol, holenderska lekkoatletka, sprinterka i płotkarka
  - Jasmine Dickey, amerykańska koszykarka
  - Justinas Marazas, litewski piłkarz
  - Christian Martyn, kanadyjski aktor
  - Bartosz Mrozek, polski piłkarz, bramkarz
  - Abubeker Nassir, etiopski piłkarz
  - Kemba Nelson, jamajska lekkoatletka, sprinterka
- 24 lutego:
  - Antony, brazylijski piłkarz
  - Federico Pereira, urugwajski piłkarz
  - Jean-Manuel Mbom, niemiecki piłkarz pochodzenia kameruńskiego
- 26 lutego:
  - Craig Porter, amerykański koszykarz
  - Paula Arias Manjón, hiszpańska tenisistka
  - Tymoteusz Klupś, polski piłkarz
  - Margaret MacNeil, kanadyjska pływaczka
- 27 lutego:
  - Bożena Puter, polska koszykarka
  - Szymon Janczak, polski koszykarz
- 29 lutego:
  - Tyrese Haliburton, amerykański koszykarz
  - Ferran Torres, hiszpański piłkarz
  - Hugo Vetlesen, norweski piłkarz

### Marzec
- 2 marca – Aleksandra Zięmborska, polska koszykarka
- 3 marca:
  - Walerija Diemidowa, rosyjska narciarka dowolna
  - Eric Endres, brazylijski siatkarz
  - Harnaaz Sandhu, indyjska aktorka, modelka
- 5 marca:
  - Beatrice Chebet, kenijska lekkoatletka, biegaczka długodystansowa
  - Davide Graz, włoski biegacz narciarski
  - Mélanie de Jesus dos Santos, francuska gimnastyczka pochodzenia martynikańskiego
  - Joël Ayayi, francuski koszykarz, benińskiego pochodzenia
- 9 marca – Nika Vodan, słoweńska skoczkini narciarska
- 10 marca – Angel Baker, amerykańska koszykarka
- 12 marca:
  - Jan Kałusowski, polski pływak
  - Scottie Lewis, amerykański koszykarz
- 13 marca – Marcin Woroniecki, polski koszykarz
- 16 marca:
  - Jalen Smith, amerykański koszykarz
  - Ashley Joens, amerykańska koszykarka
  - Kierstan Bell, amerykańska koszykarka
- 17 marca – Elena Pietrini, włoska siatkarka
- 21 marca:
  - Jace Norman, amerykański aktor
  - Reggie Perry, amerykański koszykarz
- 22 marca – Liliana Banaszak, polska koszykarka
- 23 marca – Amee, wietnamska piosenkarka, aktorka
- 24 marca:
  - Muhammed Ali Bedir, turecki skoczek narciarski
  - Duane Washington, amerykański koszykarz
- 25 marca – Sha’Carri Richardson, amerykańska lekkoatletka, sprinterka
- 26 marca:
  - Nina Derwael, belgijska gimnastyczka
  - Żybek Kułambajewa, kazachska tenisistka
  - Andriej Swiecznikow, rosyjski hokeista
- 27 marca:
  - Julia Kornacka, polska aktorka dziecięca
  - Teja Podgornik, słoweńska siatkarka
- 28 marca – Anna Hoffmann, amerykańska skoczkini narciarska
- 29 marca – Nadija Kunina, ukraińska piłkarka
- 31 marca:
  - Kamila Borkowska, polska biegaczka narciarska
  - Anna Makurat, polska koszykarka

### Kwiecień
- 1 kwietnia – Barbora Seemanová, czeska pływaczka
- 2 kwietnia – Seth Lundy, amerykański koszykarz
- 3 kwietnia – Christina Carreira, amerykańska łyżwiarka figurowa pochodzenia kanadyjskiego
- 4 kwietnia – Keishana Washington, kanadyjska koszykarka
- 5 kwietnia – Naz Hillmon, amerykańska koszykarka
- 6 kwietnia – Zsófia Kovács, węgierska gimnastyczka
- 9 kwietnia:
  - Jackie Evancho, amerykańska piosenkarka
  - Kaori Sakamoto, japońska łyżwiarka figurowa
  - Marion Thénault, kanadyjska narciarka dowolna
- 10 kwietnia:
  - Wiktor Rajewicz, polski koszykarz
  - Zuzanna Górecka, polska siatkarka
  - Kilian Märkl, niemiecki skoczek narciarski
  - Surf Mesa, amerykański didżej, muzyk
- 11 kwietnia:
  - Alexei Krasnozhon, amerykański łyżwiarz figurowy pochodzenia rosyjskiego
  - Morgan Lily, amerykańska aktorka, modelka
  - Marina Lubian, włoska siatkarka pochodzenia kosowskiego
- 12 kwietnia:
  - Ron Harper, amerykański koszykarz
  - Suzanna von Nathusius, polska aktorka pochodzenia niemieckiego
  - Marija Sotskowa, rosyjska łyżwiarka figurowa
  - Kamila Stormowska, polska łyżwiarka szybka, specjalistka short tracku
- 13 kwietnia:
  - Łucja Grzenkowicz, polska koszykarka
  - Suzanne Lindon, francuska aktorka
- 14 kwietnia:
  - Lara Malsiner, włoska skoczkini narciarska
  - Pawieł Masłow, rosyjski piłkarz
  - Luca Roth, niemiecki skoczek narciarski
- 15 kwietnia:
  - Filip Petrušev, serbski koszykarz
  - Bassekou Diabaté, malijski piłkarz
  - Miles Norris, amerykański koszykarz
- 16 kwietnia – Tim Staubli, szwajcarski piłkarz
- 18 kwietnia – Pedro Justiniano, gwineo-bissański piłkarz
- 19 kwietnia – Wiktoria Stępień, polska koszykarka
- 20 kwietnia – Ochai Agbaji, amerykański koszykarz
- 21 kwietnia – Francisca Jorge, portugalska tenisistka
- 23 kwietnia – Chloe Kim, amerykańska snowboardzistka pochodzenia koreańskiego
- 24 kwietnia – Yuliya Hatouka, białoruska tenisistka
- 25 kwietnia – Egzon Kryeziu, słoweński piłkarz
- 26 kwietnia:
  - Oliwia Kiołbasa, polska szachistka
  - Timi Zajc, słoweński skoczek narciarski
- 27 kwietnia:
  - David Beckmann, niemiecki kierowca wyścigowy
  - Emanuela Liuzzi, włoska zapaśniczka
  - Anne Poupinet, francuska szablistka
- 28 kwietnia:
  - Victoria de Angelis, basistka włoskiego zespołu Måneskin
  - Louise Lindström, szwedzka biegaczka narciarska
- 29 kwietnia:
  - Rhyne Howard, amerykańska koszykarka
  - Olesia Pierwuszyna, rosyjska tenisistka
  - Naomi Ruike, japońska zapaśniczka
- 30 kwietnia – Julia Grzybowska, polska strzelczyni sportowa

### Maj
- 1 maja – Emily Engstler, amerykańska koszykarka
- 4 maja:
  - Jasmin Kähärä, fińska biegaczka narciarska
  - Kevin Porter, amerykański koszykarz
  - Nicholas Hamilton, australijski aktor i piosenkarz
- 7 maja – Eden Alene, izraelska piosenkarka
- 8 maja – Jacob Toppin, amerykański koszykarz
- 10 maja:
  - Destanee Aiava, australijska tenisistka
- 12 maja – Andrea Stašková, czeska piłkarka
- 14 maja:
  - Mayu Ishikawa, japońska siatkarka
  - Grzegorz Kamiński, polski koszykarz
  - Alice Robbe, francuska tenisistka
- 15 maja:
  - Cole Anthony, amerykański koszykarz
  - Dajana Jastremśka, ukraińska tenisistka
  - Lü Yixin, chiński skoczek narciarski
- 16 maja – Karim Mané, kanadyjski koszykarz, posiadający także senegalskie obywatelstwo
- 17 maja:
  - Minna Atherton, australijska pływaczka
  - Nia Clouden, amerykańska koszykarka
- 18 maja:
  - Izabela Marcisz, polska biegaczka narciarska
  - Ryan Sessegnon, angielski piłkarz pochodzenia benińskiego
  - Steven Sessegnon, angielski piłkarz pochodzenia benińskiego
- 20 maja:
  - Rosa Linn, ormiańska piosenkarka, autorka tekstów, producentka muzyczna
  - Stephanie Poetri, indonezyjska piosenkarka
- 22 maja – Maddy Siegrist, amerykańska koszykarka
- 24 maja:
  - Leandro Campaz, kolumbijski piłkarz
  - Noah Okafor, szwajcarski piłkarz pochodzenia nigeryjskiego
  - Ryuto Sakaki, japoński zapaśnik
- 25 maja:
  - Claire Liu, amerykańska tenisistka pochodzenia chińskiego
  - Ibuki Tamura, japońska zapaśniczka
- 26 maja – Dereon Seabron, amerykański koszykarz
- 28 maja:
  - Olga Trzeciak, polska koszykarka
  - Phil Foden, angielski piłkarz
  - Taylor Ruck, kanadyjska pływaczka
- 29 maja:
  - Jelena Krasowska, rosyjska wspinaczka sportowa
  - Adam Zdrójkowski, polski aktor
  - Jakub Zdrójkowski, polski aktor
- 30 maja:
  - Jewgienija Łopariowa, francuska łyżwiarka figurowa pochodzenia rosyjskiego
  - Glenda Morejón, ekwadorska lekkoatletka, chodziarka
  - Karolina Stanisławczyk, polska piosenkarka, kompozytorka
- 31 maja – Carolina Visca, włoska lekkoatletka, oszczepniczka

### Czerwiec
- 1 czerwca – Ondřej Štyler, czeski tenisista
- 2 czerwca – Michelle Heimberg, szwajcarska skoczkini do wody
- 3 czerwca:
  - Władysława Wołoszyna, ukraińska koszykarka
  - Lee June-seo, południowokoreański łyżwiarz szybki, specjalista short tracku
  - Oliwer Magnusson, szwedzki narciarz dowolny
  - Andrzej Pluta, polski koszykarz
  - Alison dos Santos, brazylijski lekkoatleta, płotkarz
- 5 czerwca – Urška Repušič, słoweńska wspinaczka sportowa
- 8 czerwca:
  - Sophia Laukli, amerykańska biegaczka narciarska
  - Öldzijsajchany Pürewsüren, mongolska zapaśniczka
- 10 czerwca:
  - Łana Prusakowa, rosyjska narciarka dowolna
  - Deividas Sirvydis, litewski koszykarz
- 11 czerwca – Martyna Leszczyńska, polska koszykarka
- 12 czerwca – Darius Bazley, amerykański koszykarz
- 13 czerwca:
  - Hunter Tyson, amerykański koszykarz
  - Hotboii, amerykański raper, piosenkarz, autor tekstów
  - Jalen Lecque, amerykański koszykarz
  - Marcos Antônio, brazylijski piłkarz
  - Penelope Oleksiak, kanadyjska pływaczka pochodzenia ukraińsko-czeskiego
- 14 czerwca:
  - R.J. Barrett, kanadyjski koszykarz
  - Helena Englert, polska aktorka
- 16 czerwca:
  - Bianca Andreescu, kanadyjska tenisistka
  - C.J. Elleby, amerykański koszykarz
- 17 czerwca:
  - Weronika Falkowska, polska tenisistka
  - Paulina Guzowska, polska lekkoatletka, sprinterka
  - Anna Noblet, francuska siatkarka
  - Yūto Takeshita, japoński zapaśnik
- 18 czerwca – Trey Murphy, amerykański koszykarz
- 19 czerwca:
  - Vít Krejčí, czeski koszykarz
  - Nandincecegijn Anudari, mongolska zapaśniczka
  - Tess Johnson, amerykańska narciarka dowolna
  - Günay Məmmədzadə, azerska szachistka
- 20 czerwca – Christian Koloko, kameruński koszykarz
- 21 czerwca:
  - Rae Burrell, amerykańska koszykarka
  - Jan Jakubik, polski aktor
  - Kamil Piątkowski, polski piłkarz
  - Nikola Sibiak, polska kolarka torowa
- 22 czerwca:
  - Vanessa Panzeri, włoska piłkarka
  - Corentin Phelut, francuski siatkarz
- 24 czerwca – Nuria Brancaccio, włoska tenisistka
- 25 czerwca – Rosa Vicens Mas, hiszpańska tenisistka
- 26 czerwca:
  - Mads Hansen, duński żużlowiec
  - Ann Li, amerykańska tenisistka pochodzenia chińskiego
- 29 czerwca:
  - Queen Egbo, amerykańska koszykarka
  - Lina Alsmeier, niemiecka siatkarka
  - Redmond Gerard, amerykański snowboardzista
  - Ołeksij Kaszczuk, ukraiński piłkarz
- 30 czerwca:
  - Johannes Kriel, południowoafrykański zapaśnik
  - Anastasija Polibina, polska łyżwiarka figurowa pochodzenia rosyjskiego

### Lipiec
- 2 lipca – Julia Żugaj, polska piosenkarka i influencerka
- 3 lipca – Mikkel Damsgaard, duński piłkarz
- 4 lipca:
  - Rikako Ikee, japońska pływaczka
  - Kevin Maltsev, estoński skoczek narciarski
- 6 lipca – Zion Williamson, amerykański koszykarz
- 9 lipca:
  - Joanna Kil, polska skoczkini narciarska
  - Klimient Kolesnikow, rosyjski pływak
- 10 lipca:
  - Orlando Robinson, amerykański koszykarz
  - Susane Lachele, polska lekkoatletka, sprinterka
  - Shallon Olsen, kanadyjska gimnastyczka
- 11 lipca:
  - Darko Czurlinow, północnomacedoński piłkarz
  - Mads Hermansen, duński piłkarz
  - Sophie Mair, austriacka skoczkini narciarska
  - Conrad Orzel, kanadyjski łyżwiarz figurowy pochodzenia polskiego
- 12 lipca:
  - Vinicius, brazylijski piłkarz
  - Veronica Burton, amerykańska koszykarka
- 14 lipca:
  - Leigha Brown, amerykańska koszykarka
  - Stanisława Konstantinowa, rosyjska łyżwiarka figurowa
  - Mata, polski raper, autor tekstów
  - Uta Abe, japońska judoka
- 15 lipca:
  - Paulinho, brazylijski piłkarz
  - A.J. Lawson, kanadyjski koszykarz
- 16 lipca:
  - Annika Hocke, niemiecka łyżwiarka figurowa
  - Shinkichi Okui, japoński zapaśnik
- 18 lipca – Angielina Mielnikowa, rosyjska gimnastyczka
- 20 lipca:
  - Jessic Ngankam, niemiecki piłkarz pochodzenia kameruńskiego
  - Kik Pierie, holenderski piłkarz
  - Zuzanna Szperlak, polska siatkarka
- 21 lipca:
  - Erling Braut Håland, norweski piłkarz
  - Mia Krampl, słoweńska wspinaczka sportowa
  - Jens Lurås Oftebro, norweski kombinator norweski
  - Kamil Wałęga, polski hokeista
- 23 lipca – Vittoria Fontana, włoska lekkoatletka, sprinterka
- 25 lipca:
  - Shakira Austin, amerykańska koszykarka
  - Beyza Saraçoğlu, turecka pięściarka
  - Gus Schumacher, amerykański biegacz narciarski
  - Ellie Soutter, brytyjska snowboardzistka (zm. 2018)
- 26 lipca:
  - Oskar Cyms, polski piosenkarz, autor tekstów
  - Krzysztof Iwanek, polski futsalista, bramkarz
  - Thomasin McKenzie, nowozelandzka aktorka
- 28 lipca:
  - Sebastian Walda, polski koszykarz
  - Anna Wińkowska, polska koszykarka
- 29 lipca:
  - Marcus Armstrong, nowozelandzki kierowca wyścigowy
  - Jakub Biedrzycki, polski judoka
  - Adelina Budăi-Ungureanu, rumuńska siatkarka
  - Marta Janiszewska, polska siatkarka
- 31 lipca – Meryem Bekmez, turecka lekkoatletka, chodziarka

### Sierpień
- 1 sierpnia – Lil Loaded, amerykański raper, piosenkarz i autor tekstów (zm. 2021)
- 2 sierpnia:
  - Warwara Graczewa, rosyjska tenisistka
  - Mohammed Kudus, ghański piłkarz
- 5 sierpnia:
  - Melwin Beckman, polski piłkarz ręczny pochodzenia szwedzkiego
  - Kaltrina Biqkaj, kosowska piłkarka
  - Lenny Pintor, francuski piłkarz pochodzenia martynikańskiego
  - Ali Youssef, tunezyjski piłkarz
- 7 sierpnia:
  - Jonatan Braut Brunes, norweski piłkarz
  - Taylor Johnson, amerykańska tenisistka
  - Paulina Szlachta, polska judoczka
- 8 sierpnia – NaLyssa Smith, amerykańska koszykarka
- 9 sierpnia:
  - Erica Sullivan, amerykańska pływaczka
  - Kessler Edwards, amerykański koszykarz
- 11 sierpnia – Choi Se-bin, południowokoreańska szablistka
- 16 sierpnia – Nada Madani Aszur Abd Allah, egipska zapaśniczka
- 17 sierpnia – Olivia Nelson-Ododa, amerykańska koszykarka
- 18 sierpnia:
  - Jakub Majerski, polski pływak
  - Naomi Seibt(inne języki), niemiecka youtuberka
- 19 sierpnia – Božana Butigan, chorwacka siatkarka
- 23 sierpnia:
  - Borjana Kalejn, bułgarska gimnastyczka artystyczna
  - Devin Vassell, amerykański koszykarz
- 24 sierpnia – Fagata, polska piosenkarka, influencerka
- 25 sierpnia – Jared Butler, amerykański koszykarz
- 26 sierpnia – Filippo Baroncini, włoski kolarz szosowy
- 28 sierpnia:
  - Anwar Ali, indyjski piłkarz
  - Marissa Bode, amerykańska aktorka
  - Firas Khalifa, tunezyjski zapaśnik
- 29 sierpnia – Minami Hamabe, japońska aktorka
- 30 sierpnia – Vince Williams, amerykański koszykarz
- 31 sierpnia – Aleksandra Wojtala, polska koszykarka

### Wrzesień
- 1 września:
  - Jin Ho-eun, południowokoreański aktor
  - Cassady McClincy, amerykańska aktorka
  - Jay Scrubb, amerykański koszykarz
- 3 września:
  - Ashley Boettcher, amerykańska aktorka
  - Brandon Williams, angielski piłkarz
- 4 września:
  - Sergio Gómez, hiszpański piłkarz
  - Eléonora Molinaro, luksemburska tenisistka pochodzenia włoskiego
  - Yuki Nishikawa, japońska siatkarka
- 5 września:
  - Katarzyna Bagrowska, polska siatkarka
  - Benjamin Ritchie, amerykański narciarz dowolny
  - Anastasija Tatalina, rosyjska narciarka dowolna
- 6 września:
  - Erika Barquero, portorykańska tenisistka
  - Weronika Centka, polska siatkarka
  - Liu Tingting, chińska gimnastyczka sportowa
- 7 września:
  - Jeremy Ngakia, angielski piłkarz pochodzenia kongijskiego
  - Ariarne Titmus, australijska pływaczka
- 8 września:
  - Magdalena Kobielusz, polska biegaczka narciarska
  - Maurice Voigt, niemiecki lekkoatleta, oszczepnik
- 9 września:
  - Carson Branstine, amerykańska tenisistka
  - Victoria de Marichalar y Borbón, hiszpańska księżniczka
  - Rabbi Matondo, walijski piłkarz pochodzenia kongijskiego
- 10 września – Tang Qianhui, chińska tenisistka
- 14 września – Nah’Shon Hyland, amerykański koszykarz
- 15 września – Michał Sitnik, polski koszykarz
- 17 września – Marisleisys Duarthe, kubańska lekkoatletka, oszczepniczka
- 18 września – James Bouknight, amerykański koszykarz
- 19 września:
  - Jakob Ingebrigtsen, norweski lekkoatleta, średnio- i długodystansowiec
  - Francesca Jones, brytyjska tenisistka
  - Ivana Popovic, australijska tenisistka pochodzenia serbskiego
- 21 września:
  - Magdalena Stefanowicz, polska lekkoatletka, sprinterka
  - Marcus Sasser, amerykański koszykarz
- 24 września:
  - Aleksandra Polańska, polska pływaczka
  - Federica Squarcini, włoska siatkarka
- 25 września:
  - Nur al-Dżaldżali, tunezyjska zapaśniczka
  - Wiktor Jasiński, polski żużlowiec
- 28 września:
  - Frankie Jonas, amerykański aktor i wokalista, brat Jonas Brothers
  - Tyrell Terry, amerykański koszykarz
- 29 września:
  - Iver Tildheim Andersen, norweski biegacz narciarski
  - Amy Baserga, szwajcarska biathlonistka
  - Santiago Eneme, piłkarz z Gwinei Równikowej
  - Sofja Łansere, rosyjska tenisistka
  - Giorgi Mamardaszwili, gruziński piłkarz, bramkarz
  - Jaden McDaniels, amerykański koszykarz
  - Adrianna Rybak-Czyrniańska, polska siatkarka
- 30 września:
  - Aleksander Lewandowski, polski koszykarz
  - Tariq Lamptey, angielski piłkarz pochodzenia ghańskiego
  - Sara Neumann, polska lekkoatletka, sprinterka

### Październik
- 2 października – Liang En-shuo, tajwańska tenisistka
- 4 października – Alfonso Pastor, hiszpański piłkarz, bramkarz
- 5 października:
  - Marcel Afeltowicz, polski koszykarz
  - Femke Kok, holenderska łyżwiarka szybka
- 6 października:
  - Nathan Ferguson, angielski piłkarz pochodzenia jamajskiego
  - Jazz Jennings, amerykańska modelka, prezenterka telewizyjna, youtuberka, działaczka LGBT
  - Marcin Patrzałek, polski gitarzysta, kompozytor
  - Addison Rae, amerykańska influencerka
- 7 października:
  - Roberto Alejandro, meksykański zapaśnik
  - Aleksandra Gaj, polska judoczka
- 8 października – Josh Hall, amerykański koszykarz
- 9 października:
  - Coline Devillard, francuska gimnastyczka
  - Abner González, portorykański kolarz szosowy
- 10 października:
  - Darja Biłodid, ukraińska judoczka
  - Aedin Mincks, amerykański aktor
  - Abnelis Yambo, portorykańska zapaśniczka
- 14 października – Adam Piątek, polski koszykarz
- 20 października – Tomasz Pilch, polski skoczek narciarski
- 21 października:
  - Mima Itō, japońska tenisistka stołowa
  - Leonie Küng, szwajcarska tenisistka
- 23 października – Hanna Ferm, szwedzka piosenkarka
- 24 października:
  - Athenea del Castillo, hiszpańska piłkarka
  - Derya Cebecioğlu, turecka siatkarka
  - Wiktorija Hiryn, ukraińska piłkarka
  - Amélie Rotar, francuska siatkarka
- 25 października – Dominik Szoboszlai, węgierski piłkarz
- 26 października:
  - Jenson Brooksby, amerykański tenisista
  - Anastasija Kuroczkina, rosyjska snowboardzistka
  - Rudolf Molleker, niemiecki tenisista
- 27 października – Anna Hertel, polska tenisistka
- 28 października – Charles Bassey, nigeryjski koszykarz
- 29 października:
  - Giovanna dos Santos, brazylijska judoczka
  - Zalia, polska piosenkarka, autorka tekstów, kompozytorka, aktorka dubbingowa
- 30 października:
  - Giselle, japońsko-koreańska wokalistka, członkini girlsbandu Aespa
  - Micaela Hernández, chilijska judoczka
  - Florentina Kolgeci, kosowska piłkarka
- 31 października:
  - Georges Mikautadze, gruziński piłkarz
  - Willow Smith, amerykańska aktorka i piosenkarka, córka Willa Smitha

### Listopad
- 2 listopada – Alphonso Davies, kanadyjski piłkarz pochodzenia liberyjskiego
- 3 listopada:
  - Dragana Domuzin, bośniacka koszykarka
  - Hana Burzalová, słowacka lekkoatletka, chodziarka
  - Jeremiah Robinson-Earl, amerykański koszykarz
- 4 listopada:
  - Tyrese Maxey, amerykański koszykarz
  - Jalen Wilson, amerykański koszykarz
- 6 listopada:
  - Melvin Bard, francuski piłkarz
  - Marjorie Lajoie, kanadyjska łyżwiarka figurowa
  - Sara Natami, japońska zapaśniczka
- 7 listopada – Callum Hudson-Odoi, angielski piłkarz pochodzenia ghańskiego
- 8 listopada:
  - Anastasija Skopcowa, rosyjska łyżwiarka figurowa
  - Jasmine Thompson, brytyjska piosenkarka, autorka piosenek
- 9 listopada:
  - Selma Bacha, francuska piłkarka pochodzenia algiersko-tunezyjskiego
  - Trendon Watford, amerykański koszykarz
- 10 listopada:
  - Hubert Czerniawski, polski żużlowiec
  - Mackenzie Foy, amerykańska aktorka, modelka
- 10 listopada – Scotty Pippen, amerykański koszykarz
- 16 listopada – Josh Green, australijski koszykarz
- 17 listopada:
  - Dylan Levitt, walijski piłkarz
  - Joanne Zuger, szwajcarska tenisistka
- 18 listopada – Amber Anning, brytyjska lekkoatletka, sprinterka
- 20 listopada – Connie Talbot, brytyjska piosenkarka dziecięca
- 21 listopada:
  - Junior Dina Ebimbe, francuski piłkarz pochodzenia kameruńskiego
  - Aleksandra Wlaźlak, polska gimnastyczka artystyczna
- 24 listopada:
  - Adrian Benedyczak, polski piłkarz
  - Tamás Kiss, węgierski piłkarz
- 25 listopada:
  - Güldżigit Ałykułow, kirgiski piłkarz
  - Talen Horton-Tucker, amerykański koszykarz
  - Kaja Juvan, słoweńska tenisistka
- 28 listopada:
  - Emiliana Arango, kolumbijska tenisistka
  - Michał Kroczak, polski koszykarz
  - Lars Kindlimann, szwajcarski skoczek narciarski

### Grudzień
- 3 grudnia:
  - Iru Checzanowi, gruzińska piosenkarka
  - Magdalena Stysiak, polska siatkarka
- 8 grudnia – Océane Paillard, francuska skoczkini narciarska, kombinatorka norweska
- 11 grudnia:
  - Améline Douarre, francuska zapaśniczka
  - Onyeka Okongwu, amerykański koszykarz, nigeryjskiego pochodzenia
- 13 grudnia:
  - Kristers Tobers, łotewski piłkarz
  - Simona Waltert, szwajcarska tenisistka
- 16 grudnia – Wiktoria Duchnowska, polska koszykarka
- 17 grudnia:
  - Ołeksandr Bojko, ukraiński siatkarz
  - Wesley Fofana, francuski piłkarz pochodzenia malijskiego
  - Ripley Parker, brytyjska scenarzystka
- 18 grudnia – E.J. Liddell, amerykański koszykarz
- 19 grudnia:
  - Paula Botet, francuska biathlonistka
  - Jakub Stolarczyk, polski piłkarz
- 20 grudnia – Eliza Rucka, polska biegaczka narciarska
- 22 grudnia:
  - Pauletta Foppa, francuska piłkarka ręczna
  - Thea Sofie Kleven, norweska skoczkini narciarska pochodzenia tajskiego (zm. 2018)
  - Kinga Rajda, polska skoczkini narciarska
  - Ewa Różańska, polska lekkoatletka, kulomiotka, dyskobolka i młociarka
  - Maciej Żurawski, polski piłkarz
- 23 grudnia:
  - Victor Boniface, nigeryjski piłkarz
  - Sekou Doumbouya, francuski koszykarz pochodzenia gwinejskiego
- 24 grudnia – Justyna Rudzka, polska koszykarka
- 27 grudnia – Agata Wasiluk, polska lekkoatletka, sprinterka
- 29 grudnia – Eliot Vassamillet, belgijski piosenkarz
- 31 grudnia – Aleksandra Szutko, polska strzelczyni sportowa

## Zdarzenia astronomiczne
źródło
Ostatni rok drugiego tysiąclecia gościł cztery zaćmienia Słońca. Wszystkie były stosunkowo płytkimi zaćmieniami częściowymi. W lipcu wystąpiły dwa zaćmienia Słońca. Ostatni miesiąc, w którym wystąpiły dwa zaćmienia Słońca był w 1880 roku (2 i 31 grudnia). Następne takie zjawisko pojawi się dopiero w 2206 roku (1 i 30 grudnia).
- 21 stycznia – zaćmienie Księżyca
- 5 lutego – częściowe zaćmienie Słońca (Saros 150). Było widoczne tylko z Wysp Kerguelena i z Antarktydy.
- 1 lipca – częściowe zaćmienie Słońca (Saros 117). Wystąpiło na odległym, południowo-wschodnim zakątku Pacyfiku i najbardziej wysuniętym na południu końcu Ameryki Południowej.
- 16 lipca – całkowite zaćmienie Księżyca, jedno z najdłuższych w XX wieku: 1h47m
- 31 lipca – częściowe zaćmienie Słońca (Saros 155). Grenlandia miała wyjątkową okazję oglądać zaćmienie o północy, ponieważ zjawisko wystąpiło podczas dnia polarnego.
- 25 grudnia – częściowe zaćmienie Słońca (Saros 122). Ostatnie zaćmienie dwudziestego wieku zaczęło się w pobliżu Vancouveru w Kanadzie, w prowincji Kolumbia Brytyjska. Największe zaćmienie, gdy Księżyc zakrył ponad dwie trzecie tarczy Słońca (faza 0,723) było widoczne z Ziemi Baffina w północnej Kanadzie.

## Nagrody Nobla
- z fizyki – Żores Ałfiorow, Herbert Kroemer, Jack Kilby
- z chemii – Alan J. Heeger, Alan G. MacDiarmid, Hideki Shirakawa
- z medycyny – Arvid Carlsson, Paul Greengard, Eric Kandel
- z literatury – Gao Xingjian
- nagroda pokojowa – Kim Dae-jung (prezydent Korei Południowej)
- z ekonomii – James Heckman, Daniel McFadden

## Święta ruchome
- Tłusty czwartek: 2 marca
- Ostatki: 7 marca
- Popielec: 8 marca
- Niedziela Palmowa: 16 kwietnia
- Pamiątka śmierci Jezusa Chrystusa: 19 kwietnia
- Wielki Czwartek: 20 kwietnia
- Wielki Piątek: 21 kwietnia
- Wielka Sobota: 22 kwietnia
- Wielkanoc: 23 kwietnia
- Poniedziałek Wielkanocny: 24 kwietnia
- Wniebowstąpienie Pańskie: 1 czerwca
- Zesłanie Ducha Świętego: 11 czerwca
- Boże Ciało: 22 czerwca